# Citroën 2 CV
La Citroën 2 CV  (lire « deux chevaux », comprendre « deux chevaux fiscaux ») — familièrement appelée, en France, Deuche, Deudeuche ou encore Deux pattes en référence à son moteur bicylindre — est une voiture française présentée (sans moteur) au Salon de l’automobile de Paris le 7 octobre 1948, sous l'appellation TPV (Toute Petite Voiture).
La production en série débute le 11 juillet 1949 dans l'usine de Levallois-Perret et se termine le 27 juillet 1990 dans l'usine portugaise de Mangualde. Avec un peu plus de 5,1 millions d'exemplaires, elle fait partie des dix voitures les plus vendues en France.

## Historique

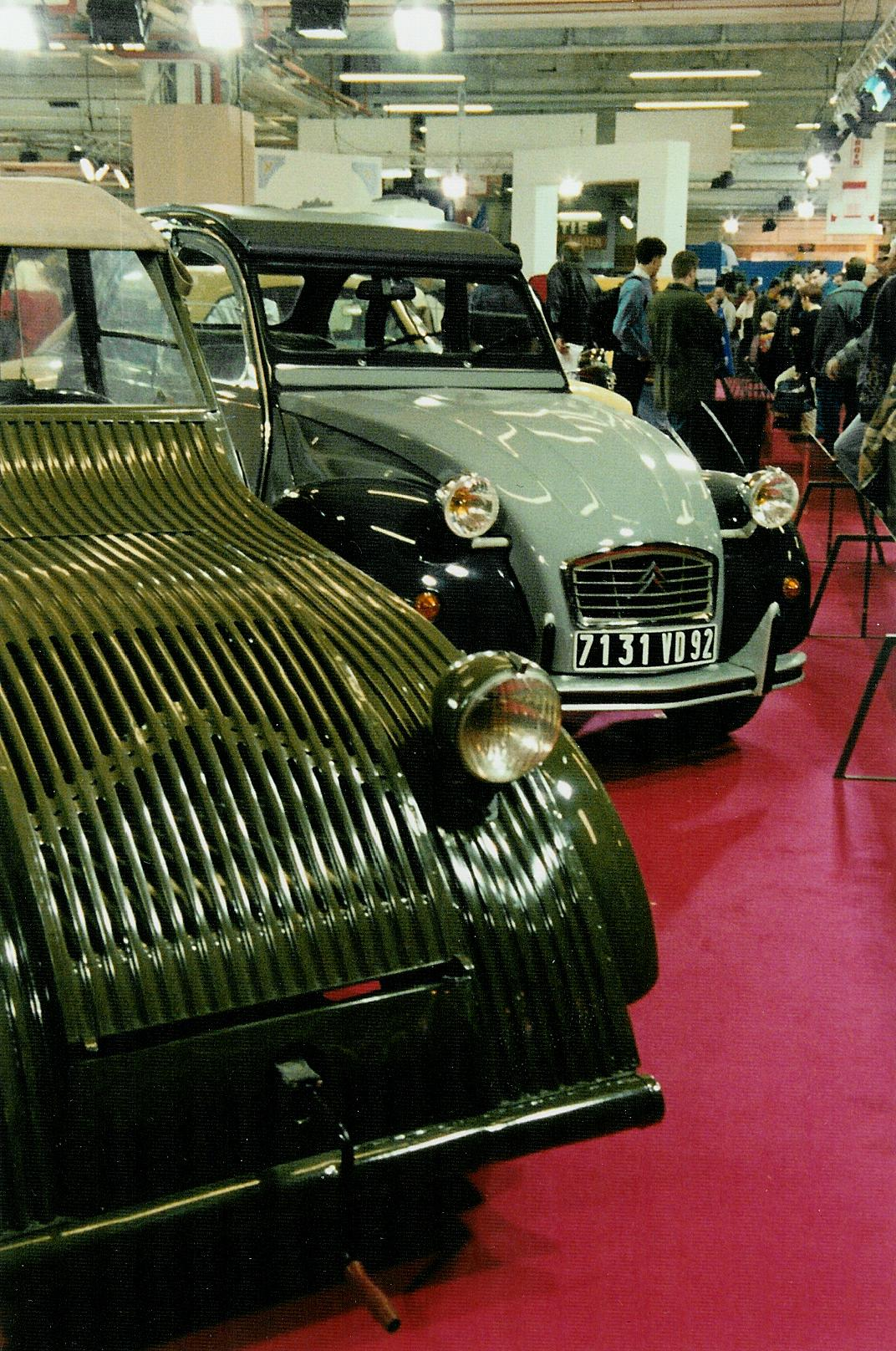
Le modèle de pré-série de 1939 et le dernier modèle de 1990.

### Contexte
En 1937, Michelin, fabricant français de pneumatiques, rachète Citroën et place Pierre Boulanger comme patron. Il a l'idée de créer une voiture destinée aux classes sociales du monde rural et à faibles revenus, le souci premier étant de permettre à la maison mère Michelin d'accroître son activité de pneumatiques.
Le 29 décembre 1937, Pierre Michelin meurt dans un accident de voiture ; Boulanger devient président de Citroën.
S'inspirant d'une enquête faite auprès d'un public ciblé, envoyée à plusieurs milliers d'exemplaires à travers l'ensemble du territoire, Boulanger établit un cahier des charges précis et draconien, définissant le projet « TPV » (« toute petite voiture ») : quatre places assises, 50 kg de bagages transportables, 2 CV fiscaux, traction avant (comme les Traction 11 et 15/Six), 60 km/h en vitesse de pointe, boîte de vitesses à trois rapports, entretien facile, ne consommant que 3 litres aux 100 kilomètres, pouvant être conduite facilement par un débutant et pouvoir traverser un champ sans casser les œufs mis dans un panier.
Aucun signe ostentatoire ne doit être visible, l'esthétique important peu à Pierre-Jules Boulanger, le slogan publicitaire de la fin des années 1960, « 4 roues sous 1 parapluie », résume assez bien l'esprit général de ce que le patron attendait.
Il désigne André Lefebvre à la tête du bureau d'études qui a déjà fait ses preuves sur la Traction. Il aura pour associés, Pierre Meyer, Alphonse Forceau s'occupant de la suspension, Jean Muratet spécialiste de la carrosserie, et Flaminio Bertoni.

### Conception et développement

#### Idées et moyens
L'équipe a carte blanche, tant qu'il ne s'agit pas d'esthétique ou de performance valorisante. Le projet explore toutes les voies possibles dans tous les domaines : des matériaux rares comme le magnésium sont employés pour la réalisation des bras de suspension ; les portes sont circulaires pour s'ouvrir en basculant ; on expérimente un dispositif d'éclairage s'inspirant des lucioles, le toit du véhicule est en toile cirée et les vitres en mica pour alléger l'ensemble…
Chaque prototype fait l'objet d'essais au centre de La Ferté-Vidame. Ce lieu fut acquis par Citroën afin de se cacher de la création d'une voiture populaire car cela n'était pas dans les mœurs de l'époque et il servira ensuite à l'élaboration d'autres modèles. Pierre Boulanger donne son aval à chaque étape. Dès qu'une solution aboutit sur un excès de confort, elle est rejetée ; deux idées toutefois seront conservées : le dispositif de chauffage que les ingénieurs s'étaient confectionné pour les essais en hiver, à partir de manchons en feutre récupérant les calories du tuyau d'échappement, et l'habillage des portes et de la sellerie que Mme Boulanger avait suggéré à son époux.

#### Suspension du projet
À l'aube de la Seconde Guerre mondiale, les 49 études et projets dirigés par André Lefèbvre aboutissent à une voiture en tôle ondulée d'alliage d'aluminium très fine, dotée d'un moteur bicylindre à plat de 375 cm3 refroidi par eau.
Le 1er septembre 1939, 250 voitures sont déjà assemblées à l'usine de Levallois-Perret. Quelques jours plus tôt, le 28 août, l'administration des Mines avait donné son agrément, avec une mention juste passable, pour sa commercialisation.
Sur ordre du patron, la guerre étant imminente, toutes les « Type A » sont démontées et détruites. Quelques-unes, essentiellement des prototypes, sont cachées à La Ferté-Vidame dans les greniers du centre d'essai, ou dans les sous-sols du bureau d'études de Citroën, rue du Théâtre.
Pendant l'occupation, les Allemands, qui étaient au courant de l'étude de cette TPV, demandent à Pierre Boulanger de mettre à leur disposition les plans de cette TPV en échange de la divulgation des plans concernant celle qui deviendra la « Volkswagen ». Le patron de Citroën refuse catégoriquement cet échange. À partir de l'année 1941, après le bombardement de l'usine du quai de Javel, les études de la TPV reprennent en cachette de l'occupant. On décide d'abandonner des matériaux coûteux, comme le magnésium qui est devenu introuvable. Le moteur reste encore longtemps refroidi par eau mais présente des problèmes de gel à basse température.

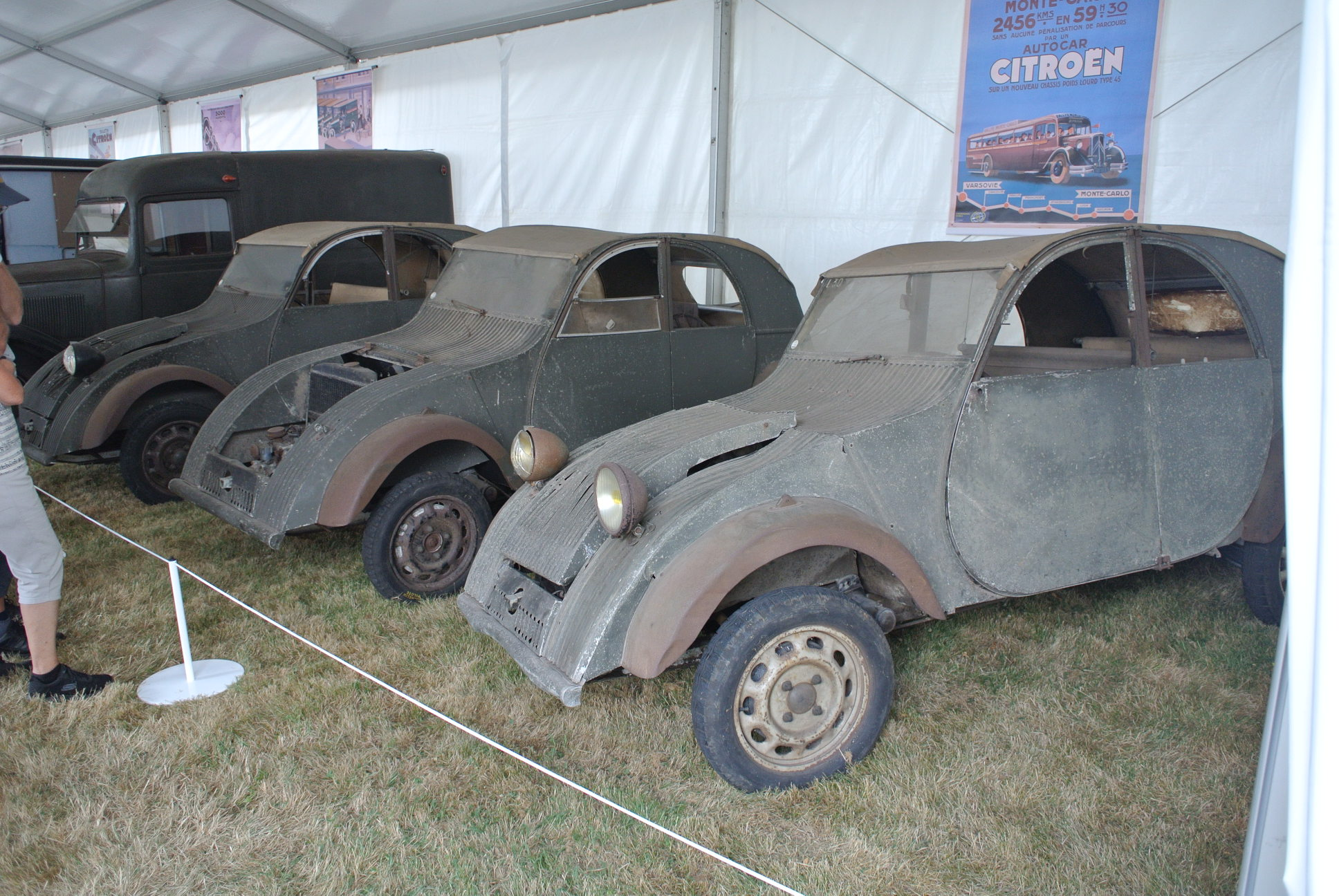
Les trois TPV retrouvées dans les années 1990 et présentées au rassemblement du centenaire en juillet 2019 à La Ferté-Vidame.

#### Reprise
Après la fin de la guerre, le rythme s'accélère. Walter Becchia finit de mettre au point le « moteur boxer bicylindre », de 375 cm3 mais refroidi par air, développant 9 ch SAE, directement inspiré du moteur équipant la moto de celui qui réclama longtemps de pouvoir dessiner la TPV : Flaminio Bertoni. La TPV reçoit aussi une boîte de vitesses à trois vitesses et une surmultipliée, et le patron accepte enfin que l'on emboutisse toutes les pièces de la carrosserie de la future 2 CV ce qui autorise quelques galbes de tôles comme des jupes d'ailes à l'arrière. Elle dispose d'une plateforme rigidifiée par des entretoises 
avec dessus et dessous tôlé, une suspension très souple, paradoxalement très sophistiquée, à bras tirés et ressorts hélicoïdaux latéraux dans un pot cylindrique de chaque côté, avec amortisseurs à friction et batteurs à inertie en bout de bras derrière les roues, inventée par Léon Renault, qui lui procure sa fabuleuse tenue de route, mais qui généraient des ultrasons insupportables pour certains animaux, particulièrement les chiens,.
Le souci d'économie conduit à des solutions techniques parfois minimalistes, par exemple les essuie-glace actionnés par le compteur de vitesse quand la voiture roule ou les joints de Cardan non homocinétiques, ce qui fait « brouter » la voiture dans les virages ou quand les roues sont braquées, (ces points seront corrigés dans des versions ultérieures en série à partir de 1965). Autre exemple : sur les prototypes, le moteur bicylindre est démarré avec une cordelette (comme sur les tondeuses à gazon), solution jugée trop spartiate, notamment par les dames de l'époque, qui ne sera pas conservée sur les 2 CV définitives. Autre exemple : du fait de l'absence d'allumeur rotatif Delco par économie, les bougies sont alimentées à chaque tour moteur (juste avant le point mort haut), et non pas une fois tous les deux tours ; conséquences, les bougies s'usent un peu plus vite. Autre exemple encore : la jauge à essence n'est pas un cadran sur la planche de bord, mais une tringle amovible flexible graduée avec un coude pour la saisir, enfoncée dans le tuyau de remplissage du réservoir. Elle sera par contre la première voiture de série à être équipée de pneus à carcasse radiale fournis par Michelin dès son lancement, mais cela aussi trouve ses raisons dans l'économie de fabrication.

### Présentation, lancement et améliorations

#### Présentation

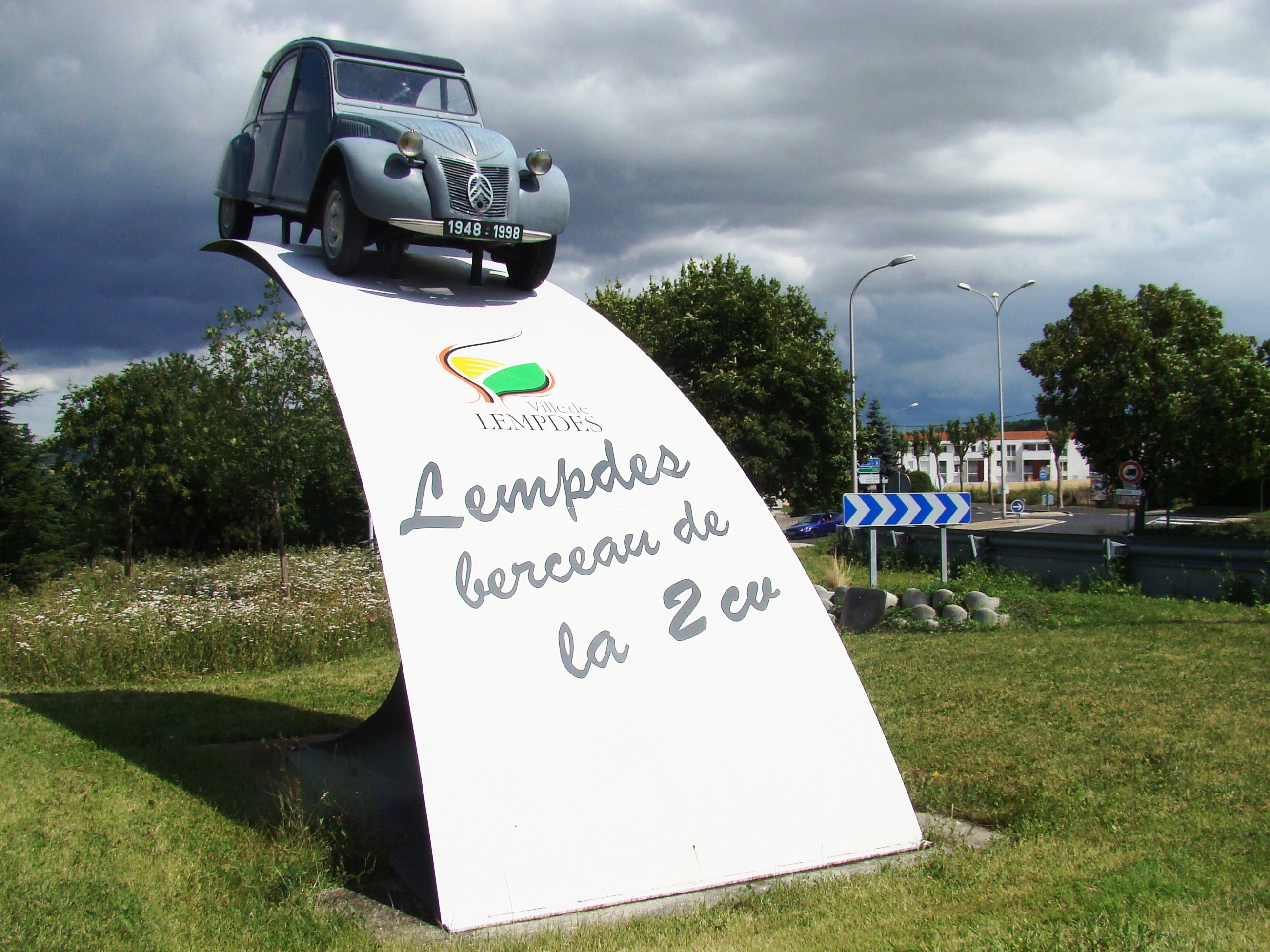
Monument situé à l'entrée de Lempdes (Puy-de-Dôme), rappelant les origines auvergnates de la 2 CV.

Le 7 octobre 1948, au salon de l'automobile de Paris, Citroën présente la 2 CV type A presque définitive. Elle n'est pas encore disponible et il n'est pas possible de voir ce qui se cache sous le capot. Elle est énormément critiquée par la presse qui n'a pas apprécié le silence de la firme autour de son projet. Malgré cela, l'accueil du public est plus enthousiaste. Une plaisanterie est lancée : « Obtient-on un ouvre-boîte avec elle ? ». Le succès de curiosité est aussitôt refroidi par son prix qui n'est que provisoire et par des délais de livraison trop flous. Très rustique, avec une silhouette déconcertante, elle semble issue du concours Lépine. La presse se fait alors très critique sur son design.
En 1949, juste avant l'ouverture du salon de Paris, un exemplaire est présenté au service des Mines et désigné « Type A » (comme la TPV en 1939). La production de la 2 CV type A peut commencer alors, avec un modèle unique et une seule couleur disponible. Elle est vendue sans serrure de portes : le dispositif d'antivol proposé étant celui adopté sur les bicyclettes, pris entre le volant et la barre centrale du siège avant. Les seuls instruments du tableau de bord sont un tachymètre et un ampèremètre, ce dernier étant nécessaire au vu des faibles capacités des batteries 6 V de l'époque.
Dans le même esprit de sobriété, le dépliant qui présente le produit est simple : quatre pages au format d'une carte postale (9 × 13 cm), imprimées en monochromie avec quatre photos. Sur le premier catalogue fourni la 2 CV en elle même n'apparaît pas c'est seulement une traction à l'échelle réduite en dessous duquel apparaît la mention 2 CV.
Une innovation incluse depuis le début de la production fut le montage en série des nouveaux pneus à carcasse radiale de Michelin, commercialisés pour la première fois sur la 2 CV. Cette conception radiale faisait partie intégrante de la conception du châssis de la 2 CV.

#### Lancement
La longue carrière de la 2 CV commence alors. Au départ sa diffusion est cependant très lente. Les stocks d'acier étant faibles, l'État français réserve la matière première à Renault, devenue régie nationale, qui produit dès 1947 la 4CV, concurrente directe de la 2 CV. La production est alors de seulement quatre unités par jour.
Le 11 juillet 1949, la production à grande échelle est lancée. Les premiers clients, triés sur le volet, peuvent commander « le vilain petit canard ». Ils doivent pour la plupart prendre leur mal en patience du fait d'une demande importante qui fait allonger les délais à 3-5 ans (sauf pour les ecclésiastiques, les médecins et les bons clients de Citroën). Pour cette raison, elle est alors plus chère sur le marché d'occasion que neuve, valant 228 000 FRF.

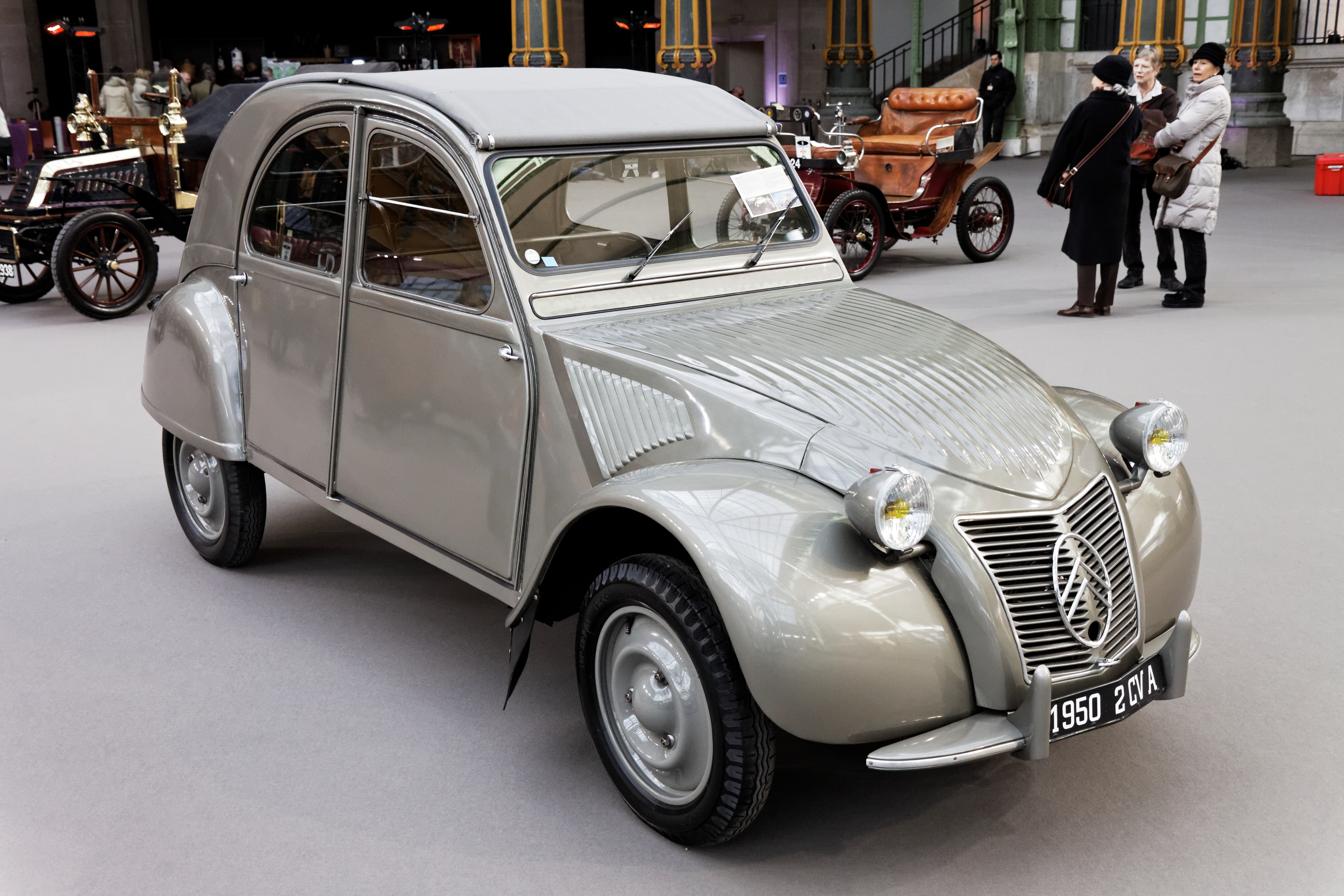
Citroën 2CV A - 1950

De 876 unités produites en 1949, et déjà 6 200 en 1950, la production va croître lentement. Au total, le modèle A ne sera fabriqué qu'à 125 573 exemplaires entre 1948 et 1959. Avec l'introduction des versions améliorées, la production cumulée atteindra 232 551 unités en 1961. Au total, 5 114 961 sont officiellement sorties des usines, auxquelles il faut ajouter près de deux millions de Dyane et Méhari.

#### Évolution
En 1951, Citroën présente la 2 CV type AU (U pour utilitaire) : la 2 CV fourgonnette. Elle est équipée du même moteur que la berline (type A) et permet de transporter 150 kilogrammes de bagages avec deux personnes. Elle est adoptée dès 1952 par les services postaux pour la distribution du courrier dans les campagnes. La berline reçoit alors des serrures de porte à clés.
Mi-1953, la construction des 2 CV évolue de l'artisanat à la production de masse. Les portières, capots, ailes passent d'une fabrication et assemblage par soudage à de l'emboutissage. Le Sigle ovale de la marque contenant les chevrons disparaît, remplacé par de plus gros chevrons en aluminium, marquant la fin d'une époque.

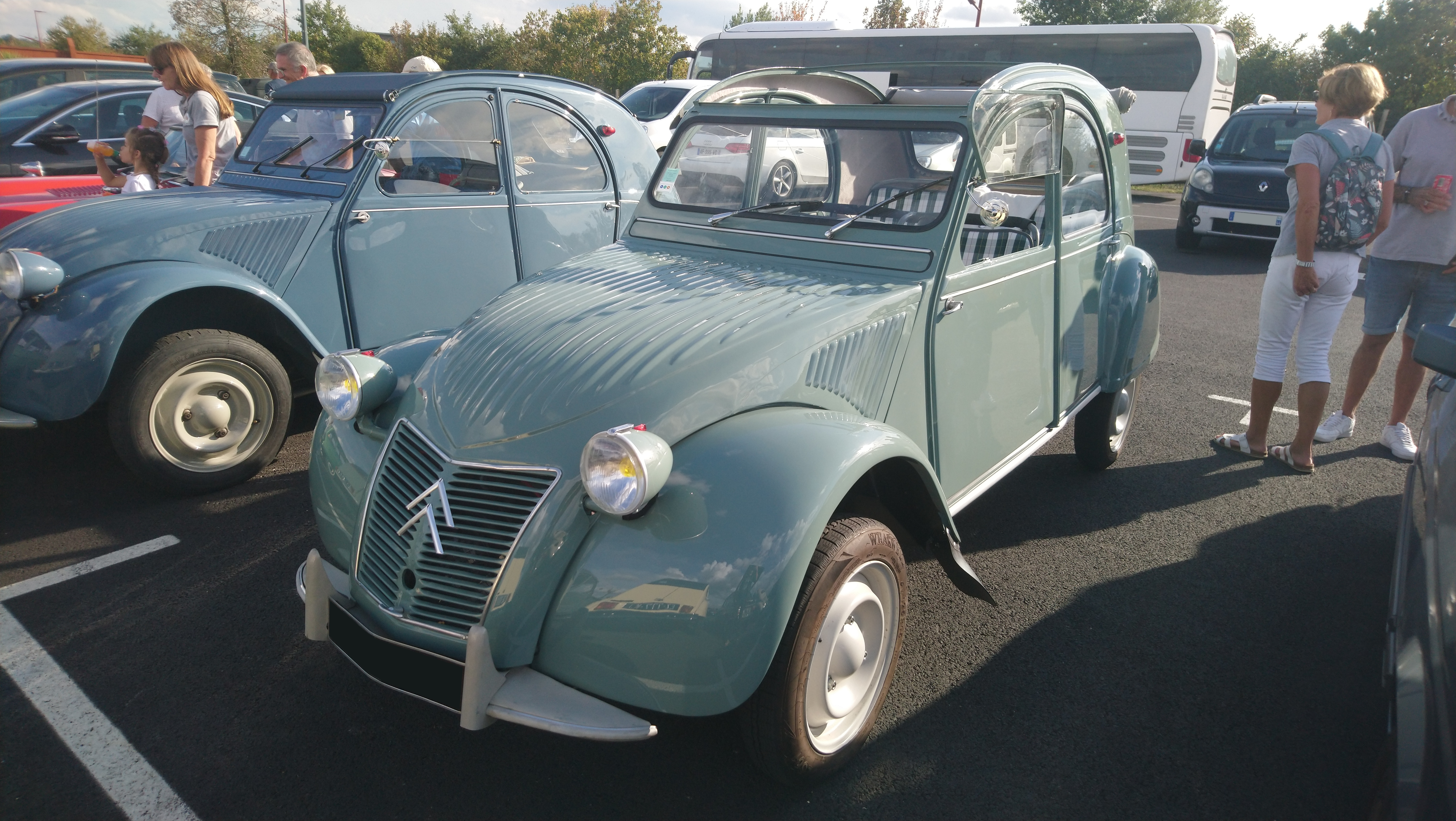
Citroen 2cv AZ

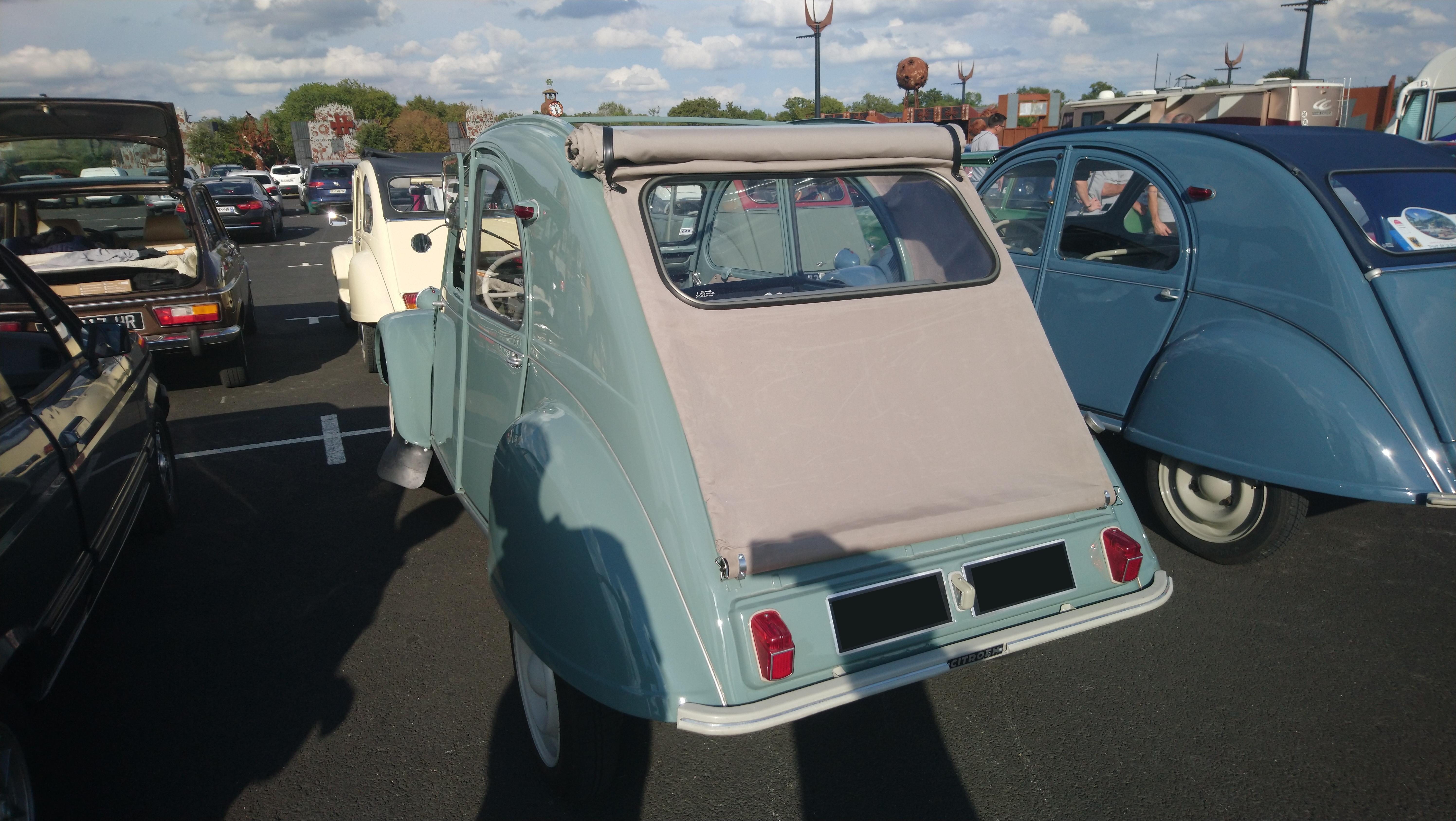
Citroen 2cv AZ

En 1954, les dirigeants de Citroën, incités par des clients désireux d'avoir une voiture plus rapide et plus puissante, décident de faire évoluer la 2 CV, avec la « Type AZ » équipée d'un nouveau moteur issu de celui de la Type A, mais réalésé à 425 cm3. Il développe 12 ch SAE initialement, ce qui permet d'atteindre les 70 km/h. La nouvelle 2 CV est équipée de série d'un embrayage centrifuge, qui permet de ne pas avoir à débrayer et de s'arrêter sans caler dans les encombrements. La fourgonnette « Type AZU » sort en même temps avec les mêmes améliorations par rapport au Type AU, mais sans embrayage centrifuge : ce système déclaré pratique en ville pouvant devenir gênant à la campagne, car le débrayage se produit automatiquement dès que le moteur revient au ralenti, donc pas de frein moteur par exemple dans une descente, où il faut accélérer pour que l'embrayage centrifuge se reconnecte à la transmission. Normalement un dash-pot monté sur le carburateur prévient ces débrayages intempestifs en freinant le retour au ralenti. Les 2 CV Type A continuent à être commercialisées.
En 1955, Citroën ayant pris le contrôle de Panhard, la fabrication des 2 CV fourgonnette aura lieu à l'usine d'Ivry chez Panhard.

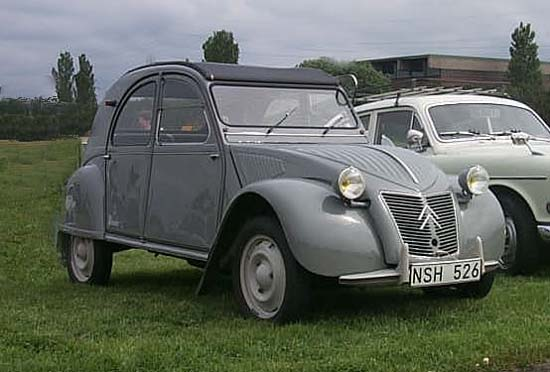
2 CV AZL, la 2 CV classique.

En 1956 apparaît le « Type AZL » (le « L » pour « luxe »), une Type AZ avec un dégivrage de pare-brise par une arrivée d'air chaud dans une goulotte face au conducteur, une garniture en mousse sur la dangereuse barre du siège avant et une grande lunette arrière en trapèze au lieu du petit hublot précédent, ainsi que quelques joncs alu sur le capot et les côtés.
En 1957 sort la 2 CV Type AZLP (« P » pour Porte de malle), qui délaisse la capote longue jusqu'en bas, pour une porte de malle métallique plate articulée, une bâche plastifiée remplaçant la toile. Les autres modèles restent en production.
En 1958, Citroën présente une version 4 × 4 de la 2 CV, c'est le Type AW ou 2 CV Sahara. Destinée en premier lieu à l'exploration pétrolière, cette curieuse voiture est pourvue de deux moteurs : en plus de la mécanique habituelle, un second moteur de 425 cm3, inversé, est disposé dans le coffre. Citroën a tiré son inspiration de l'initiative personnelle de M. Bonafous, un ingénieur en travaux publics dans les Landes, qui quelques années plus tôt, avait fabriqué deux exemplaires de 2 CV bimoteur tout-terrain dans le cadre des besoins de son activité professionnelle.

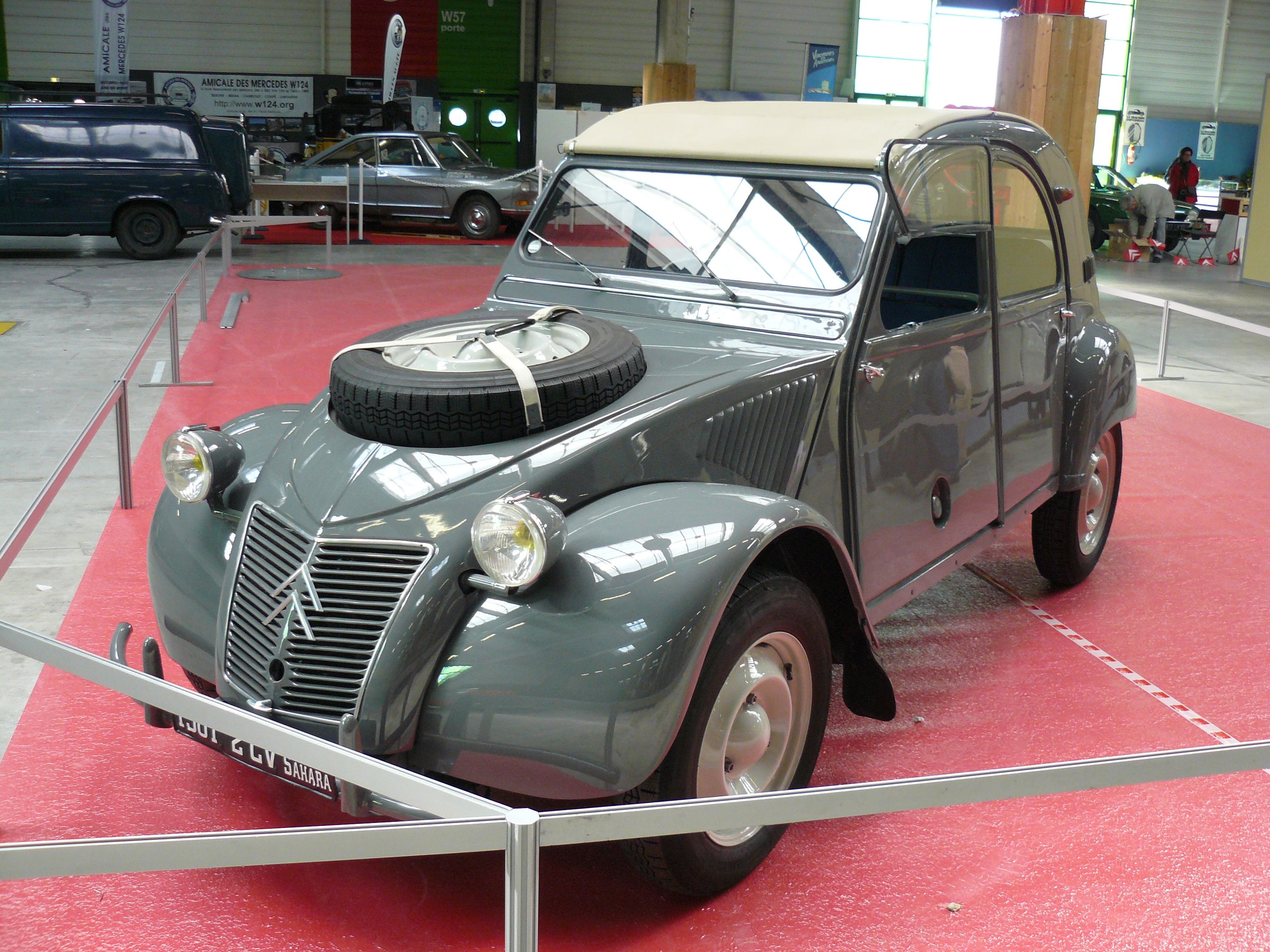
2 CV Sahara à deux moteurs et quatre roues motrices.
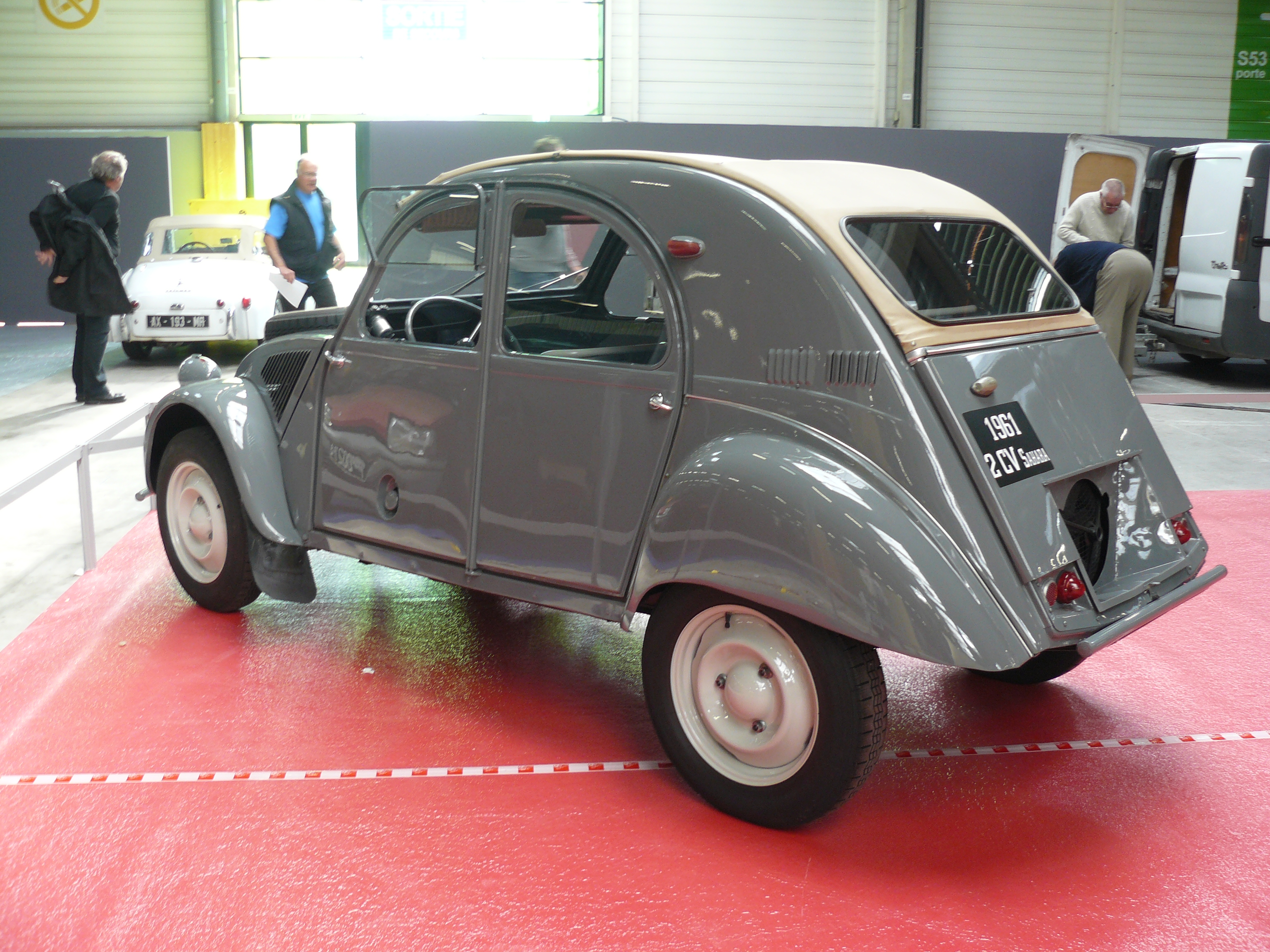
Ouverture pour le refroidissement du moteur arrière.

Visuellement, elle se reconnaît à sa roue de secours placée sur le capot moteur avec emboutissage du logement de la roue, les trappes à carburant (le type AW dispose de deux réservoirs logés sous les sièges avant) qui débouchent dans le bas des portes avant et les ailes arrière sont échancrées et élargies pour laisser passer des roues de plus grand diamètre. Notons aussi des écopes d’aération sur les custodes arrière, la porte de malle découpée en bas pour favoriser le refroidissement du moteur arrière, dont on aperçoit le ventilateur, et la plaque d'immatriculation qui migre en haut à gauche de la porte de malle,,. Malgré des performances surprenantes, ce type ne connaîtra qu'une diffusion confidentielle de 693 unités jusqu'en 1967,, Un dernier exemplaire aurait été fabriqué en 1971, dans l'usine Panhard d'Ivry-sur-Seine et dans l'usine Citroën de Vigo, en Espagne (la Guarda Civil étant l'un des principaux clients du véhicule, elle en achète quatre-vingt).
La commercialisation des Types A et AU, devenus marginaux dans la gamme depuis 1954, est officiellement arrêtée en 1960.
En décembre 1960, la 2 CV reçoit un nouveau capot plus moderne avec une grande sortie d'aération de chaque côté, qu'elle gardera jusqu'à la fin de la production, abandonnant l'ancienne retombée de tôle ondulée à 23 cannelures. Cependant, bien que très visible, c'est une évolution mineure,,.
En 1961, une 2 CV Sahara à deux moteurs réussit à grimper jusqu'au sommet de la dune du Pilat, en Gironde, malgré une pente allant jusqu'à 40 degrés. Une version prototype reprenant le concept, mais néanmoins très modernisée (Bip-Bip 1 et 2), est engagée dans le Rallye Dakar 2005 et 2007.

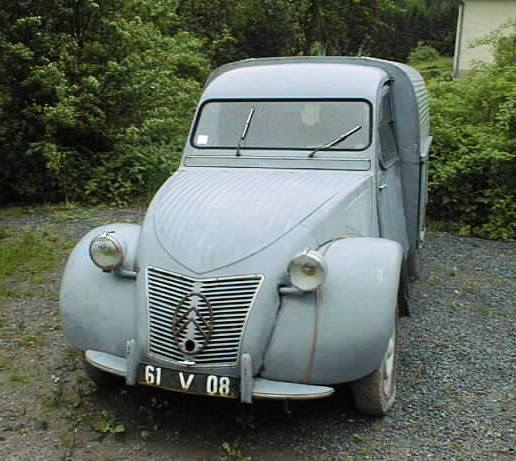
2 CV fourgonnette AU 1952.
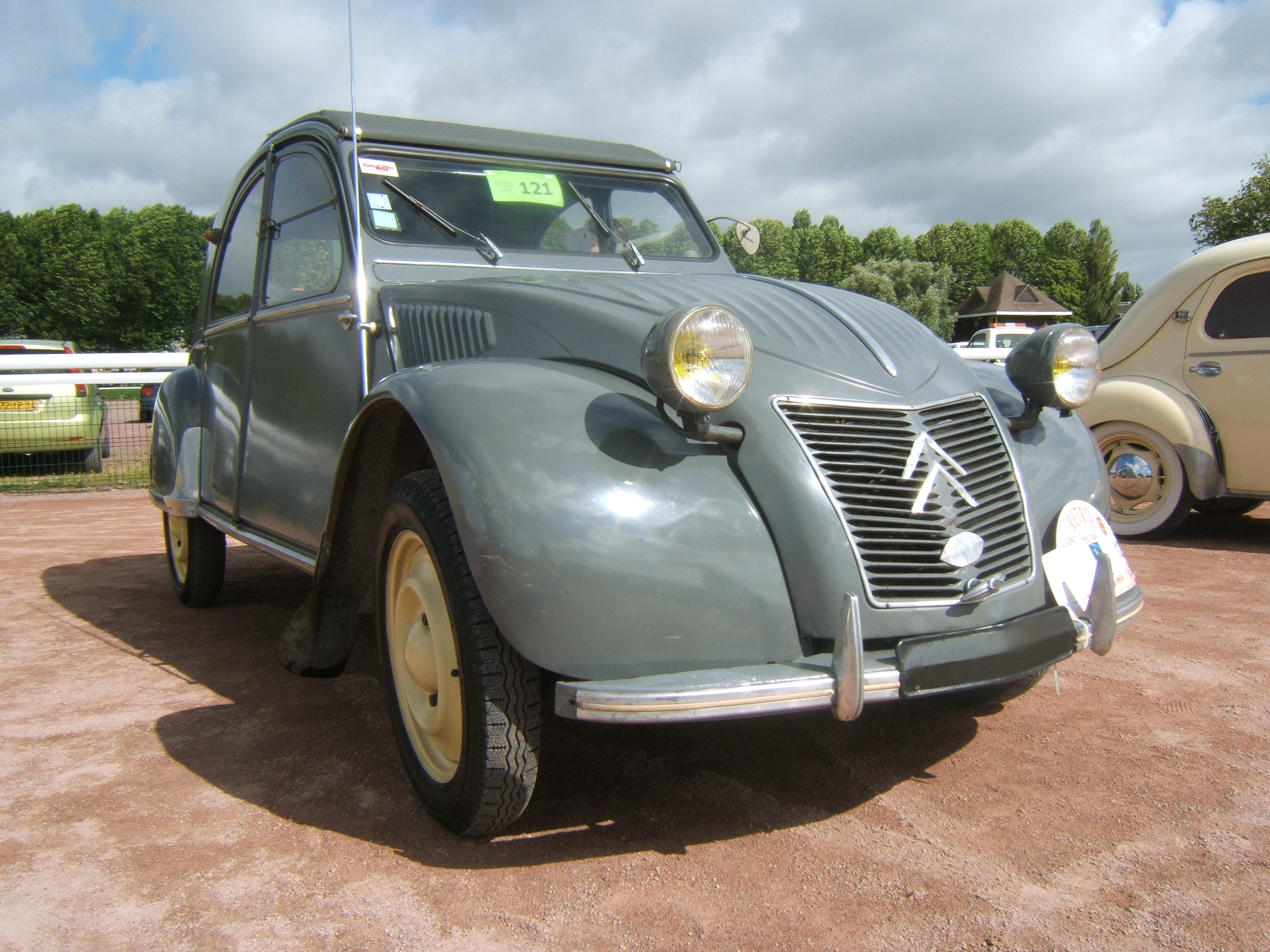
Modèle de 1956.
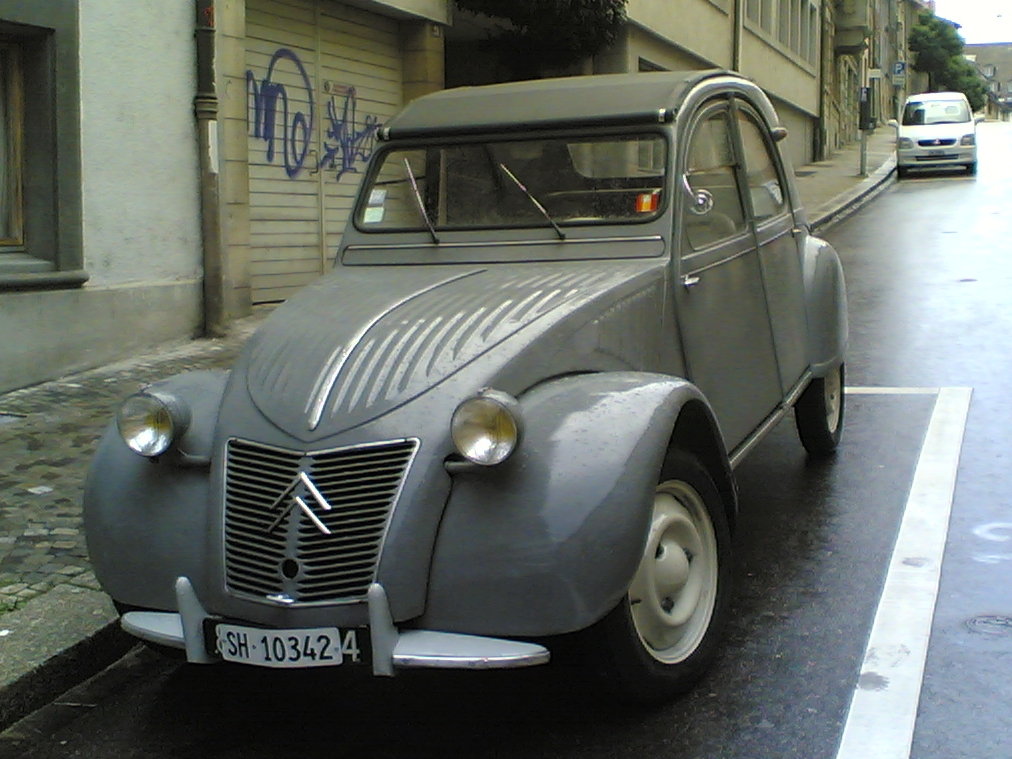
Modèle suisse à Schaffhouse.
2 CV fourgonnette AU aux couleurs des huiles Yacco.

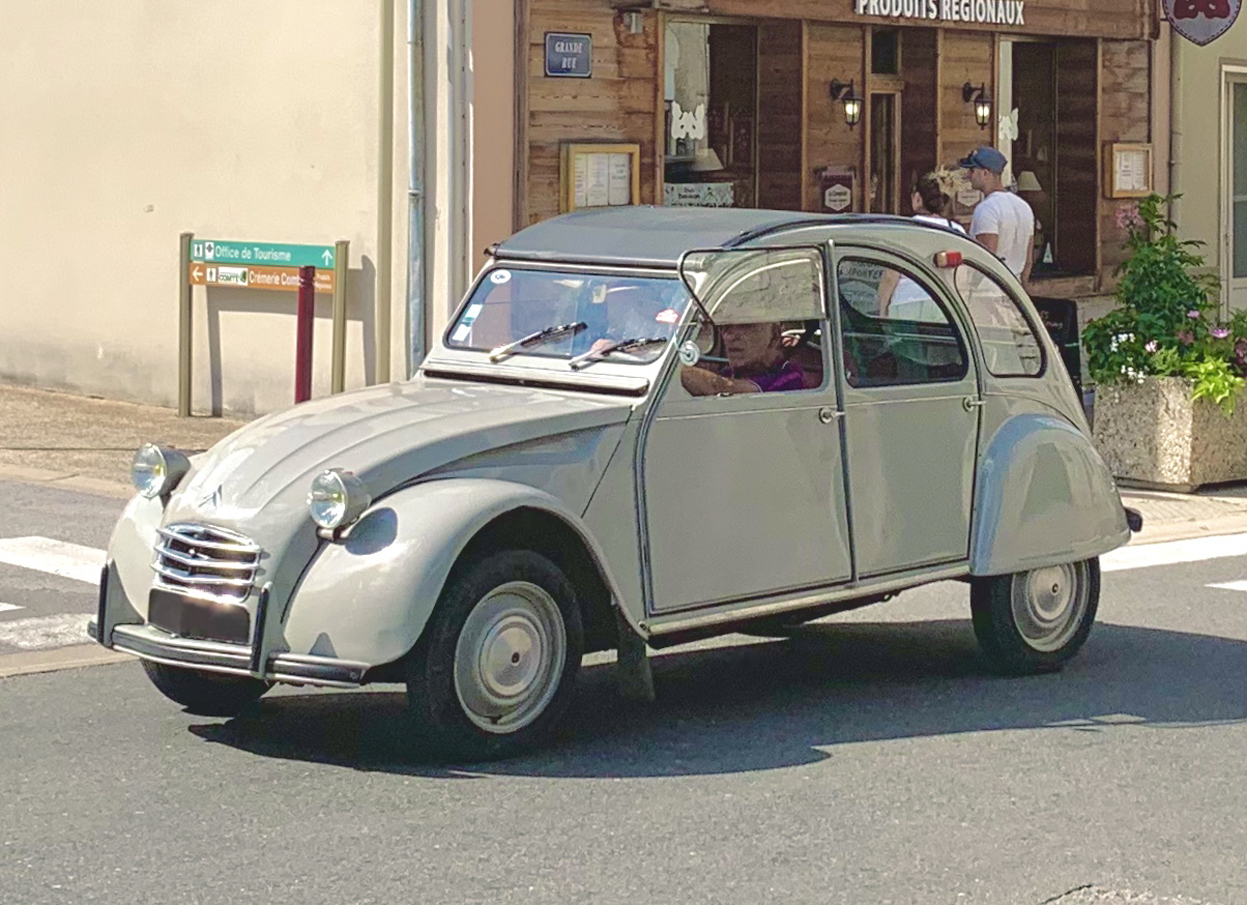
Une 2 CV AZA.

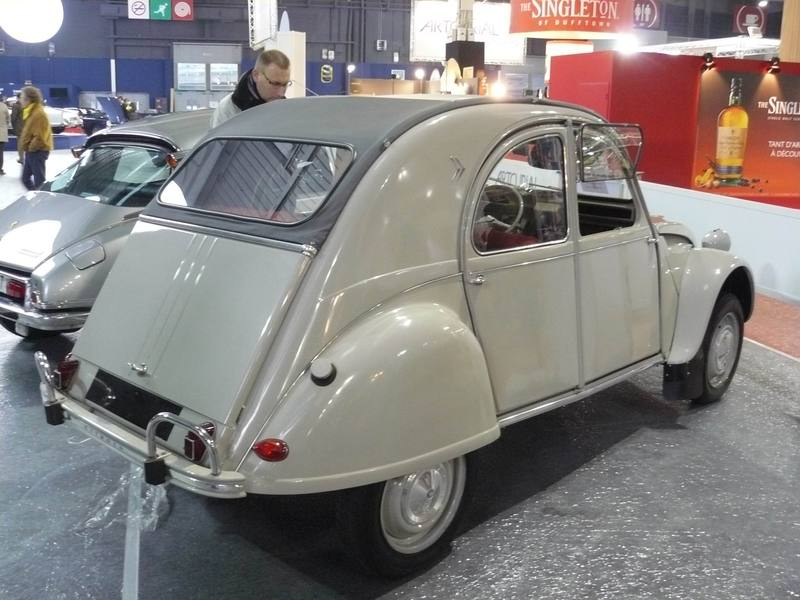
Une 2 CV Azam pour exportation américaine de 1965.

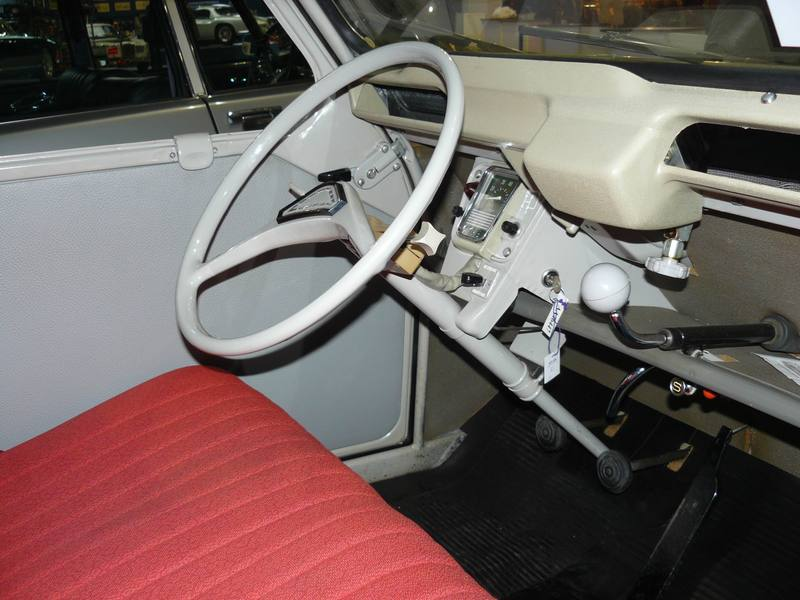
Planche de bord d'une 2 CV Azam américaine de 1965.

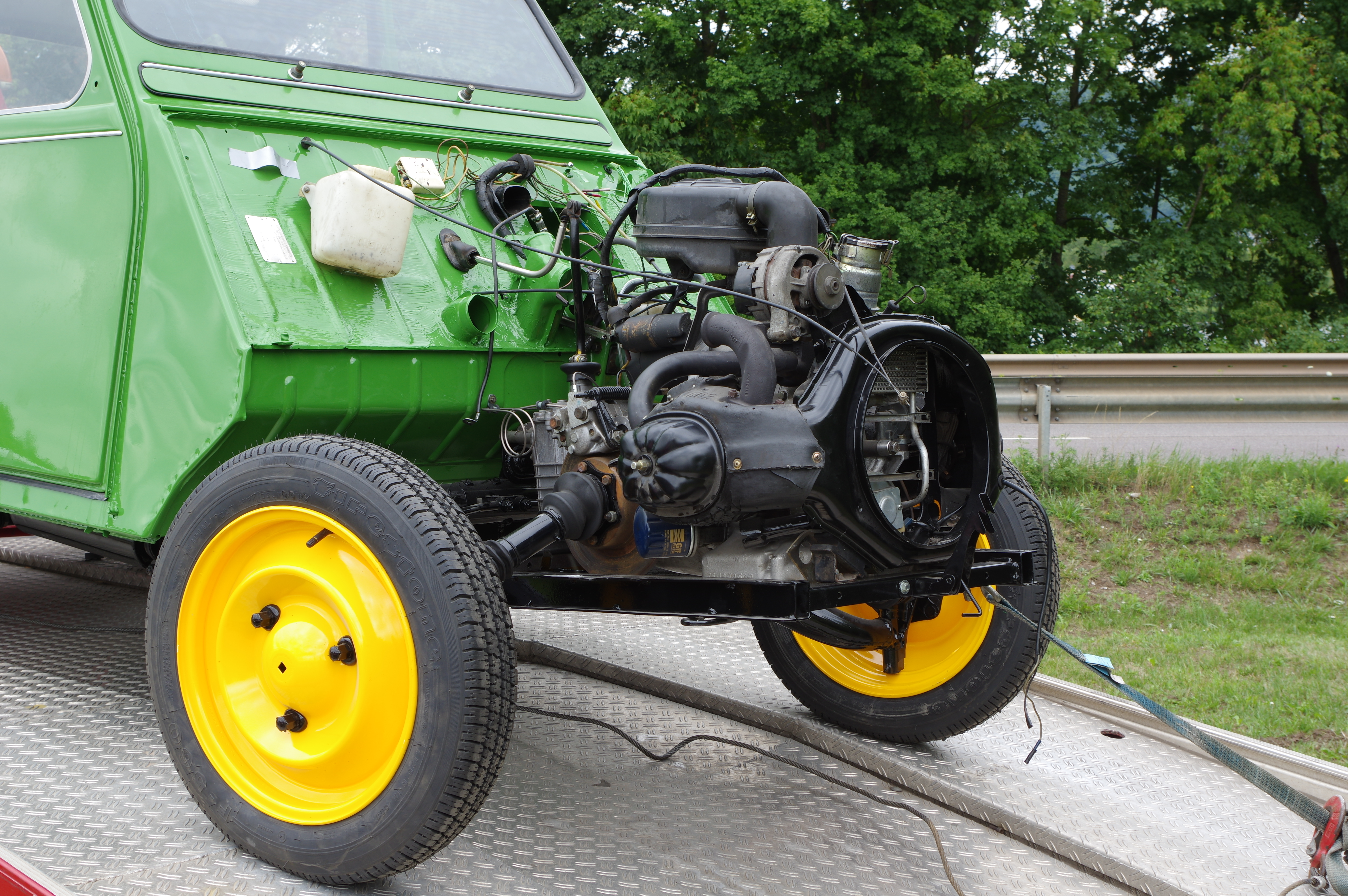
Moteur bicylindre boxer.

À partir de 1963 la gamme 2cv s'articule avec deux modèles l'AZA et L'AZAM.  La 2cv AZA , nouvelle 2 CV issue du Type AZLP, mais bénéficiant d'un moteur plus puissant (18 ch SAE, même cylindrée) et d'une boîte de vitesses réétagée. Le « trou » entre la 2e et la 3e est corrigé mais existe encore : il faut attendre la 2 CV 4 et la 2 CV 6 pour le voir rectifié définitivement. Vient peu après le Type AZAM, version améliorée du Type AZA : le confort est un peu plus poussé. En effet elle dispose des banquettes de l'Ami 6. Pour l'année modèle 1965, la 2 CV perd ses portières en « dite suicides » pour des ouvertures classiques, les portes avant et arrière s'ouvrent dans le même sens. Des amortisseurs AV / AR, placés latéralement près des pots des ressorts hélicoïdaux, améliorent considérablement le confort en atténuant le balancement de la caisse. 

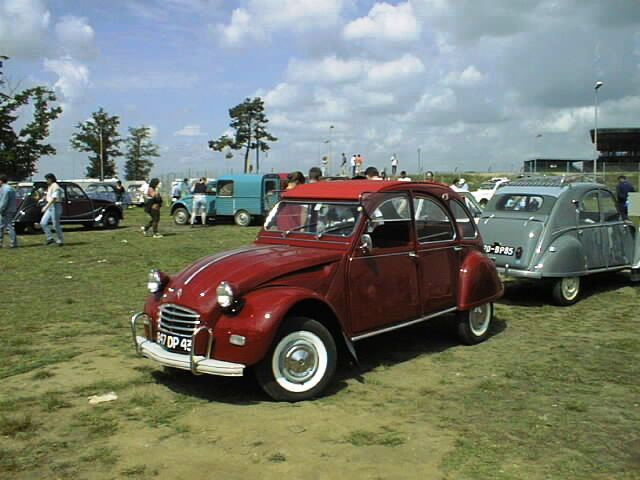
Modèle export en rouge cinabre (AC402). La 2 CV vue de dos présente une malle proposée par un accessoiriste indépendant.

En 1967 apparaît, à la place de la 2 CV AZAM, la 2 CV AZAM Export équipée d'un tableau de bord d'Ami 6 ainsi que des clignotants rectangulaires sur les ailes avants. La carrière de l'Export est courte puisque la Dyane (en quelque sorte une super 2 CV) piétine dès 1967 les plates-bandes de l'Export qui reste un modèle marginal car sa période de production sera de sept mois.

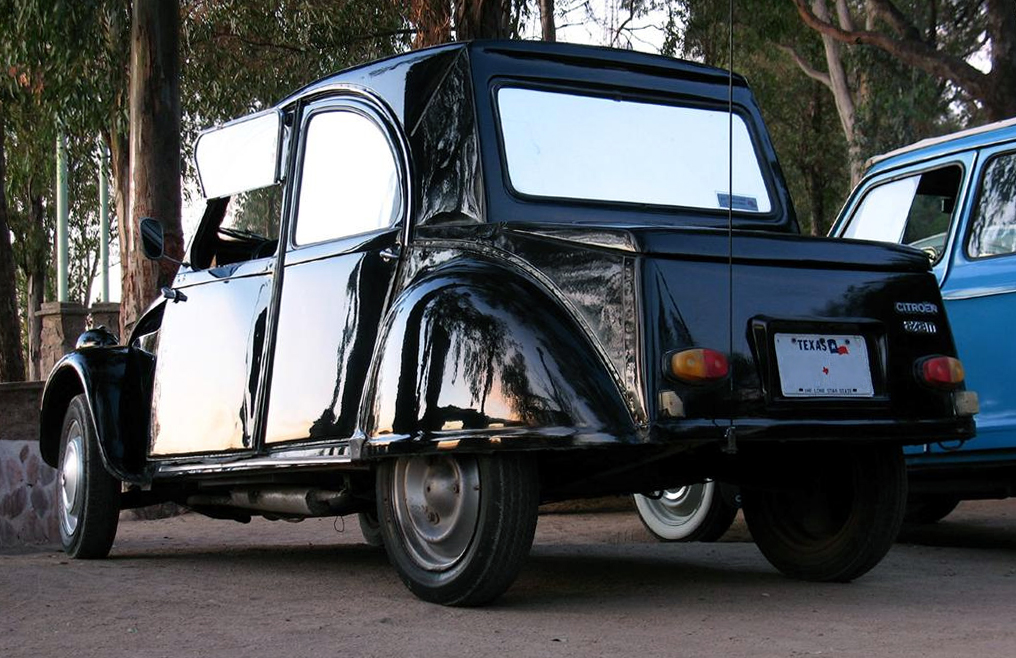
Une Citroneta 2 CV Azam 18 ch chilienne de 1966.

En 1968, après l'apparition de la Dyane, la 2 CV est en déclin et ses ventes chutent notablement. Début 1970, toute la gamme des 2 CV est donc modifiée et se divise désormais en deux modèles : la 2 CV 4 équipée d'un 435 cm3 de 24 ch (à 6 750 tr/min) n'ayant plus grand-chose à voir avec le 425 cm3 d'antan et la 2 CV 6 équipée d'un 602 cm3 de 29 ch proche de celui des Ami 6, avec plus de couple que le moteur de la 2 CV 4. Ces deux modèles conservent l'appellation 2 CV, bien que la 2 CV 6 ait en fait une puissance fiscale de 3 CV. Les petits clignotants placés sur le haut des custodes sont déplacés vers les ailes avant et, dans les feux arrière trapézoïdaux empruntés aux dernières Ami 6. De nouvelles teintes de carrosserie apparaissent : rouge, vert, jaune, bleu, couleurs plus vives dans l'esprit des années 1970.
Les 2 CV 4 et 2 CV 6 apportent à la gamme le renouveau espéré et évoluent doucement (favorisées par le premier choc pétrolier de 1973), avec des changements esthétiques mineurs, tels l'adoption en 1974 d'une calandre plastique en remplacement de la calandre « 3 lames » en aluminium. La 2cv s'offre de nouveaux optiques rectangulaires. En 1975, arrive en plus la 2 CV Spécial, version dépouillée (elle reprend le tableau de bord ancien modèle) de la 2 CV 4, qui perd la troisième glace latérale. Elle sera la seule à conserver des optiques rondes. La 2 CV Spécial est principalement vendue en jaune « cédrat » en France et en rouge en Suisse et en Italie. Cette version subsiste jusqu'en juillet 1979 où la 2 CV 6 Spécial prend sa relève, récupérant au passage sa troisième glace latérale. L'arrivée de cette dernière signera la fin de la 2 CV 4, difficilement positionnée en termes de tarif de vente et dont les derniers modèles seront fabriqués jusqu'en septembre 1978 à l'usine Citroën de Levallois.
En 1976, apparaît la première version à thème de son histoire : la 2 CV SPOT à la robe orange et blanche. Suivront bien d'autres séries, en particulier la 2 CV « 007 » inspirée du film Rien que pour vos yeux, et les « Dolly », « France 3 », « Cocorico » ou « Charleston ».

Le prix d'achat de la 2 CV est toujours très bas. En Allemagne, dans les années 1960 par exemple, il est environ deux fois moindre que celui d'une Volkswagen[réf. souhaitée]. Avec le temps, celle qui avait été conçue comme produit de remplacement du cheval dans le secteur rural gagne une nouvelle clientèle : ceux qui s'opposent à la culture de consommation de masse (les « babas cools »).

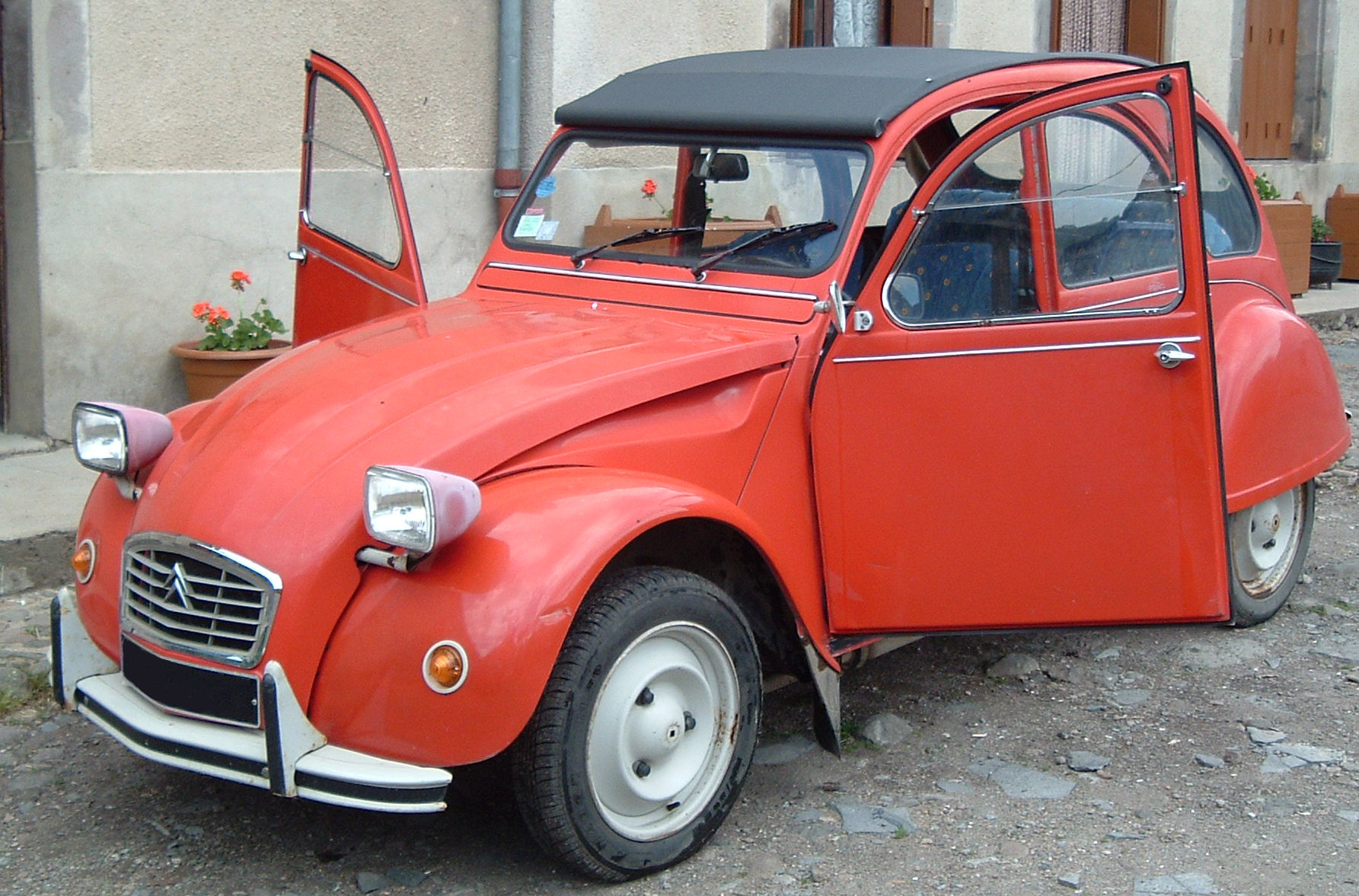
2 CV 6 Club 1974–1984.

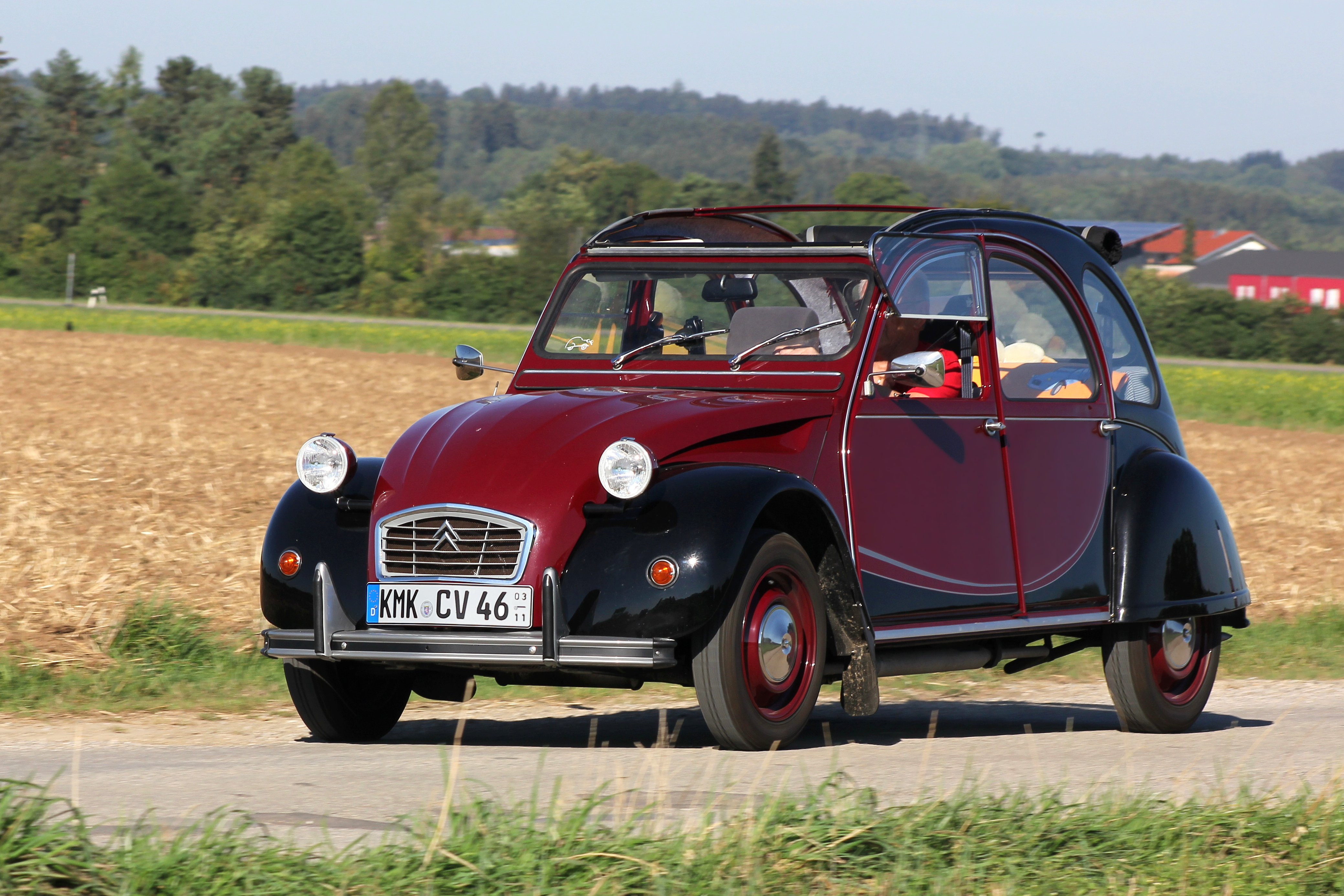
2 CV Charleston.

Au début des années 1980, boudée dans de nombreux pays à cause de réglementations de plus en plus strictes en matière de sécurité, de résistance et pollution, etc., la « deuche » comme on l'appelle familièrement est de moins en moins produite, elle se fait vieille et n'est plus exactement au goût du jour même si elle a su dépasser les modes et les époques. Elle obtient néanmoins encore quelques succès, par exemple en Allemagne, où l'on vend plus de 2 CV que d’AX. La 2 CV est relativement chère par son choix de conception (entièrement démontable) : elle nécessite beaucoup plus d'heures de main-d'œuvre pour sa fabrication qu'une auto moderne (elle est quasiment entièrement montée à la main, sans aucun robot, au contraire des voitures modernes de l'époque), mais en contrepartie sa « réparabilité » est largement supérieure à n'importe laquelle d'entre elles (en principe, n'importe quel mécanicien peut la réparer avec un outillage de base, bien que ce concept original connaisse quelques sérieuses limites. Les moyeux arrière, par exemple, demandaient un outillage spécial que bien peu de mécaniciens possédaient, avec le résultat bien connu à l'époque : la majorité des 2 CV avaient des freins arrière totalement déficients parce qu'inaccessibles à la plupart des garagistes. Seuls les ateliers agréés Citroën possédaient cet outillage.)
Citroën connaîtra pourtant un dernier succès avec la 2 CV 6 : la Charleston, qui est une série limitée produite à partir d'octobre 1980 à huit mille exemplaires en noir et rouge Delage (avec cuvelage des phares en rouge Delage et intérieur pied de poules). Citroën la produira ensuite en série (mais le cuvelage des phares deviendra chromé). Deux autres coloris apparaîtront au fil des ans : une version Charleston jaune Hélios et noir (1982-1983, modèle rare), et une version Charleston deux tons de gris (gris Cormoran et gris nocturne). À partir de 1982 la 2cv Charleston est officiellement intégrée à la gamme comme modèle à part entière. Cette 2cv charleston se distingue de la série limitée par son intérieur en tissu gris à losanges et à ses phares chromés. La 2cv Charleston nécessitant deux passages en cabine de peinture et coutant cher à Citroën, une troisième série apparait en 1985. Cette série se distingue des autres car la baie de pare brise est peinte en noir et un autocollant prend place sur le bas d'aile. 
Pendant l'année modèle de sa nomination (1984), après avoir été surpris par la presse au volant d'une luxueuse voiture sportive (Ferrari 400), le Premier ministre Laurent Fabius rappelé à l'ordre par le Chef de l'État François Mitterrand utilise une Charleston (qu'il dira empruntée à sa femme) pour se rendre à Matignon, assurant encore un peu de succès au modèle.

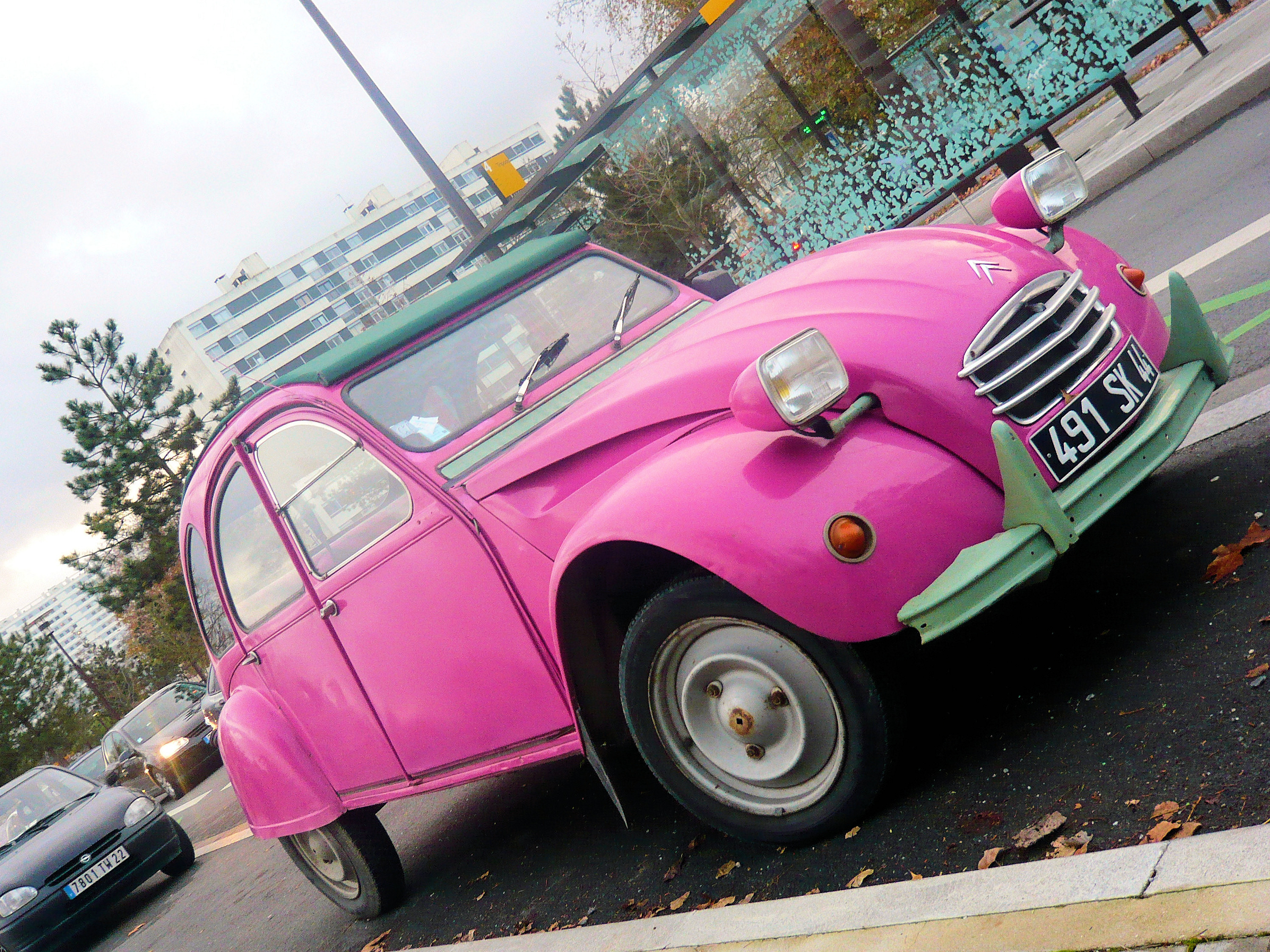
Une 2 CV repeinte dont la couleur rose n'est pas d'origine.

Néanmoins, en 1988, la production de la 2 CV est stoppée à l'usine de Levallois-Perret (devenue très vétuste), là où les premières 2 CV furent construites quelque 40 ans auparavant. La production de la 2 CV 6, certes très vieillissante mais encore prisée par les jeunes, n'est alors assurée que dans une usine Citroën au Portugal, à Mangualde.
Un projet de vente des outillages de fabrication à la Chine n'a pas connu de suite, la Chine jugeant cette automobile « dépassée » ; elle était pourtant alors très bien adaptée à ce pays dont près de 90 % des routes n'étaient pas revêtues.

### Arrêt et succession
Le 27 juillet 1990 à 16 h 30, la production de cette voiture qui défia les époques et unifia sur son usage les classes sociales prend officiellement fin. Une petite fanfare accompagne l' « último » (une Charleston), réservée au directeur de l'usine de Mangualde, Claude Hébert au bout de sa chaîne de fabrication. Fin officielle car encore cinq 2 CV Spécial, dont au moins une blanche n° KA 372168 équipée en improbable millésime 1991, quittent encore les ateliers la semaine suivante. Trois d'entre elles (une bleue, une blanche et une rouge) répondaient à un projet de décoration du Mondial de l'Automobile d'octobre 1990 mais finalement cet adieu public ne se réalisa pas.
L'incrémentation numérique n'était pas toujours respectée (les plaques constructeur sont rangées en vrac dans une caisse et posées au hasard sur les véhicules terminés). Des écarts de numéros de série allant jusqu'à 17 500 unités ont donc été relevés, par exemple sur les véhicules transportés par le dernier camion qui quitta Levallois-Perret le 29 février 1988. L'arrêt officiel de cette dernière chaîne en France avait d'ailleurs été célébré dix jours plus tôt, le 19 février. Ce désordre avait commencé dès 1948 avec les six premières 2 CV, numérotées successivement 000 007, 000 002, 000 003, 000 348 et 000 006. On ne peut donc dater avec certitude les numéros de série les plus élevés et qui sont : KA 366 694 (Grande-Bretagne), KA 359 666 (Belgique), KA 375 563 (Allemagne), KA 376 002 (France) et 08KA 4813 (Portugal).
Comme ce fut souvent le cas chez Citroën, les 2 CV produites hors de France étaient très souvent mieux assemblées et équipées que celles issues de l'usine de Levallois. Les voitures fabriquées à Mangualde se reconnaissaient facilement par leur meilleure protection contre la poussière et l'humidité du compartiment moteur, grâce au montage d'un épais isolant s'étendant jusqu'au pare-chocs avant. L'isolation phonique était elle aussi plus soignée, le tablier moteur séparant de la cabine étant recouvert d'un revêtement insonorisant avant le passage en peinture de la caisse,. Les vitrages reçoivent non pas le marquage Saint-Gobain des productions françaises mais Covina, la filiale portugaise de Saint-Gobain.

## Caractéristiques

### Chaîne cinématique

#### Motorisations
| Modèle et boîte                       | Production                | Moteur                   | Cylindrée | Puissance                    | Couple                | 0 à 100 km/h | Vitesse maximale | Consommation et émissions de CO2 |
| ------------------------------------- | ------------------------- | ------------------------ | --------- | ---------------------------- | --------------------- | ------------ | ---------------- | -------------------------------- |
| Citroën 2 CV A / AU (boîte méca. 4)   | juill. 1949 – juill. 1959 | 2 cylindres à plat A     | 375 cm3   | 7 kW (9 ch) à 3 500 tr/min   | 19 N m à 2 000 tr/min | -            | 65 km/h          |                                  |
| Citroën 2 CV AZ / AZU (boîte méca. 4) | oct. 1961 – mars 1963     | 2 cylindres à plat A53   | 425 cm3   | 9 kW (12 ch) à 3 500 tr/min  | 24 N m à 2 500 tr/min | -            | 80 km/h          |                                  |
| Citroën 2 CV AZU (boîte méca. 4)      | août 1967 – août 1972     | 2 cylindres à plat A79/0 | 425 cm3   | 13 kW (18 ch) à 5 000 tr/min | 29 N m à 3 500 tr/min |              | 96 km/h          |                                  |
| Citroën 2 CV 4 (boîte méca. 4)        | fév. 1970 – sept. 1979    | 2 cylindres à plat A79/1 | 435 cm3   | 18 kW (24 ch) à 6 750 tr/min | 28 N m à 4 500 tr/min |              | 102 km/h         |                                  |
| Citroën 2 CV 6 (boîte méca. 4)        | mars 1970 – juill. 1990   | 2 cylindres à plat M28/1 | 602 cm3   | 21 kW (28 ch) à 7 000 tr/min | 39 N m à 3 500 tr/min |              | 110 km/h         |                                  |

## Mémoire collective

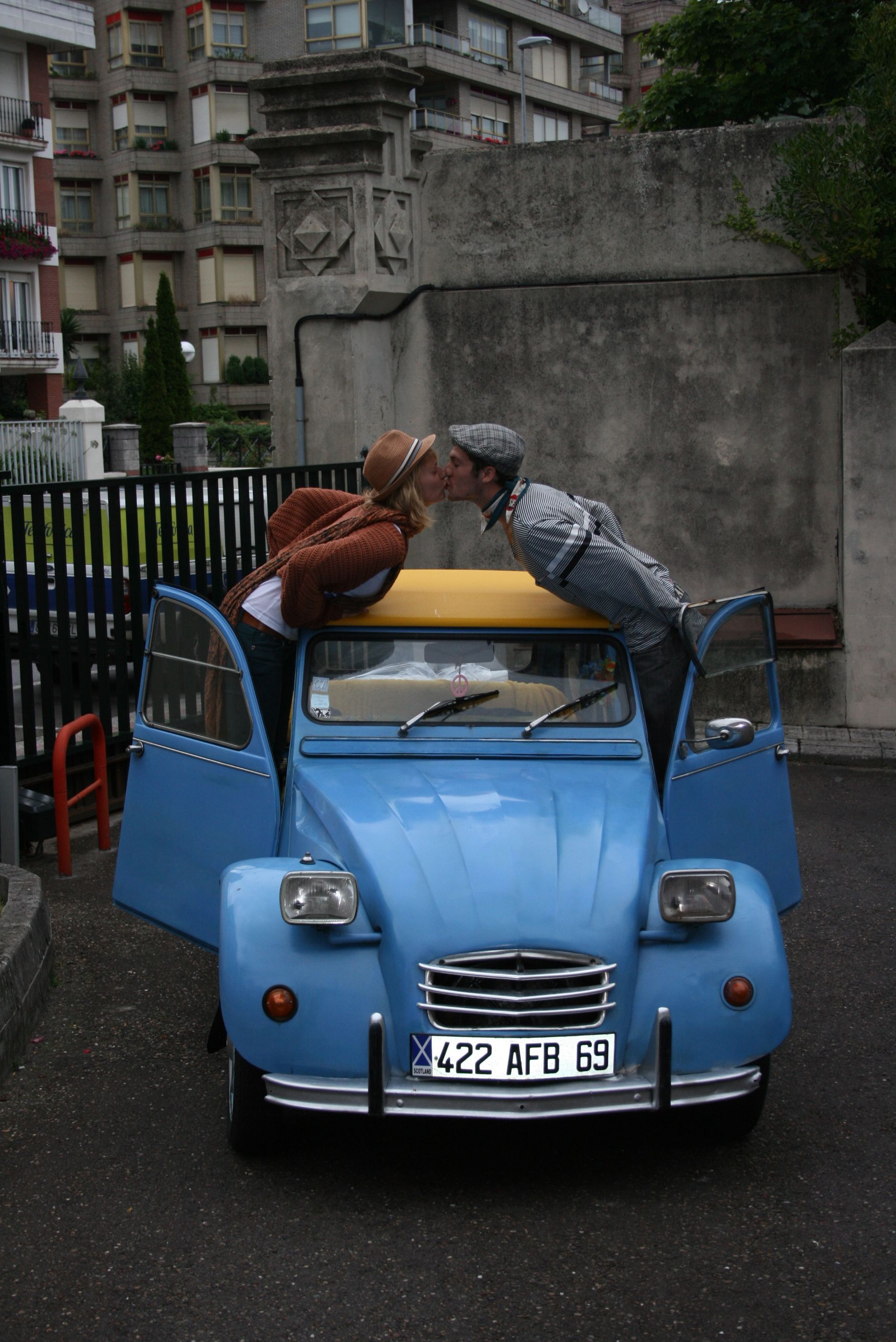
Aujourd'hui en 2 CV.

Symbole d'une époque, mais aussi d'un certain art de vivre, la 2 CV compte de nombreux passionnés qui prolongent son histoire en organisant des rassemblements. Ce mouvement, organisé en de multiples associations (160 en France), intègre toutes les générations et toutes les classes sociales. À l'étranger, la 2 CV représente une certaine image de la « France classique », avec la baguette et la Tour Eiffel. La 2 CV a marqué son époque et est devenue un mythe de l’automobile et de l'industrie. Aujourd'hui, il est possible de redécouvrir ce mythe dans le musée qui lui est consacré en Alsace, seul musée intégralement consacré à la 2 CV et aux modèles dérivés.
Dès le début des années 1950, les clubs de 2 CV se forment, le premier d'entre eux étant celui d'Orléans créé par André Malard, Claude Perrault et André Nodiot en 1952. Cette même année, ils organisent un rallye de 893 kilomètres, que les plus rapides des vingt concurrents couvrent en un peu plus de 16 heures soit une moyenne de près de 56 km/h, ce qui montre l'endurance et la fiabilité de l'auto.
Les clubs sont aujourd'hui nombreux en France et dans le monde, fédérés pour ce qui est des clubs français, par l'Association des 2 CV Clubs de France. Les propriétaires de 2 CV se saluent lorsqu'ils se croisent, symbole d'un « esprit de communauté » qui s'est fait jour.[réf. nécessaire]. Un réseau de récupération et de reconstruction de pièces détachées, disponible sur l'Internet, permet aux amateurs actuels de la 2 CV de l'entretenir et la réparer sans trop de problèmes.

### Manifestations régulières

#### Championnat de France de2CVcross
Un championnat de France annuel de 2 CV cross est véritablement organisé sans discontinuer depuis 1974, alors que des courses hexagonales régulières apparaissent dès 1972. Laurent Silvestre et Laurent Hèmeray l'ont remporté à quatre reprises chacun, et le suisse Kurt Wurmlï est le seul étranger à s'être imposé (en 1982). Jean-Luc Pailler en a aussi été lauréat, en 1983 et 1984.

#### Trophée international de2CVcross
Compétition multi-pays, organisée à cinq reprises.
- 1975 :  Jean-Luc Arnaud (vice-champion de France 1975) ;
- 1976 :  Antonio Franco ;
- 1977 :  Patrick Lapie (vice-champion de France 1977 et vainqueur du Rallye des 1000 Pistes 1981 sur Citroën CX GTi) ;
- 1978 :  Antonio Franco (2) (champion de France 1976 et 1977) ;
- 1979 :  Gilles Blaszyk  Raymond Ducroux  Bruno Franco (frère d'Antonio et champion de France 1975 et 1978).

Finales annuelles du trophée international :
- 1976 : Lonato (Italie, annulée par la pluie) ;
- 1977 : Treffling (de) (Autriche) ;
- 1978 : Le Creusot (Saône et Loire) ;
- 1979 : Le Creusot (Saône et Loire, vainqueurs par catégorie sur compétition unique).

#### Les Nationales 2 CV
Elles se déroulent tous les ans depuis 1993 durant quatre jours lors du week-end de l’Ascension. L'organisation est attribuée à un club différent chaque année.

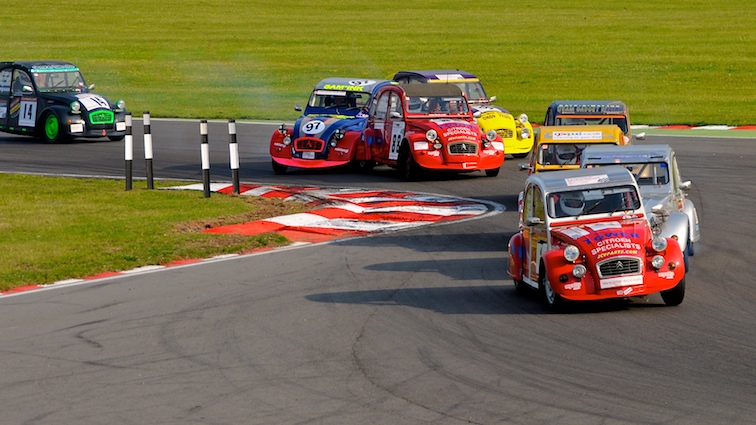
Les 24 Heures de Snetterton, en 2009.

| Année | Localité              | Nombre estimé de véhicules |
| ----- | --------------------- | -------------------------- |
| 2002  | Saint-Paul-de-Varax   | 1 700                      |
| 2003  | Lit-et-Mixe           | 1 229                      |
| 2004  | Bessais-le-Fromental  | 1 871                      |
| 2005  | Berck (Pas-de-Calais) | 1 875                      |
| 2006  | Salbris               | 2 657                      |
| 2007  | Égletons              | 2 208                      |
| 2008  | Dunkerque             | 2 555                      |
| 2009  | Lit-et-Mixe           | 2 250                      |
| 2010  | Giel-Courteilles      | 2 860                      |
| 2012  | Châteaubriant         | 2 536                      |
| 2013  | Lavaré                | 2 276                      |
| 2014  | Saint-Dizier          | 2 780                      |
| 2015  | La Rochelle           | 3 359                      |
| 2016  | Sévérac-le-Château    | 3 008                      |
| 2017  | Nîmes                 | 2 100                      |
| 2018  | La Vèze               | 2 500                      |
| 2019  | Saint-Amand-Montrond  | 2 800                      |
| 2020  | annulé                | 0                          |
| 2021  |                       | 0                          |
| 2022  | St Dizier             | 3002                       |
| 2023  | Plouay                | 2500                       |
| 2024  | Brazey en plaine      | 2800                       |

#### Autres
La rencontre mondiale bisannuelle : en 2009, elle se déroule en République tchèque, en 2011, en France, à Salbris (avec plus de sept mille véhicules), en 2013, en Espagne ; la 22e édition a eu lieu au Portugal, à Aveiro, en 2017, en 2019, la 23e a eu lieu à Samobor (Croatie); la 24e a eu lieu à Delémont (Suisse), en 2023.
| année | pays               | nombre de participants |
| ----- | ------------------ | ---------------------- |
| 1975  | Finlande           | inconnu                |
| 1977  | Suisse             | inconnu                |
| 1979  | Danemark           | 500                    |
| 1981  | Belgique           | 1200                   |
| 1983  | Allemagne          | 1500                   |
| 1985  | Grande Bretagne    | 1600                   |
| 1987  | Portugal           | 1200                   |
| 1989  | France             | 2500                   |
| 1991  | Suisse             | 2000                   |
| 1993  | Finlande           | 1650                   |
| 1995  | Slovénie           | 1500                   |
| 1997  | Pays Bas           | 3554                   |
| 1999  | Grèce              | 1700                   |
| 2001  | Autriche           | 3028                   |
| 2003  | Italie             | 3765                   |
| 2005  | Grande Bretagne    | 2754                   |
| 2007  | Suède              | 2031                   |
| 2009  | République tchèque | 3335                   |
| 2011  | France             | 7035                   |
| 2013  | Espagne            | 2580                   |
| 2015  | Pologne            | 2620                   |
| 2017  | Portugal           | 2300                   |
| 2019  | Croatie            | 3858                   |
| 2021  | Suisse             | Reportée               |
| 2023  | Suisse             | 3500                   |
| 2025  | Slovénie           | à venir                |
| 2027  | Pays Bas           | à venir                |

Les 24 Heures 2 CV de Spa-Francorchamps ont lieu chaque année au mois d'octobre.

### Langage familier
La 2 CV est également nommée par ses contemporains :
- Deuche, Deudeuche, Doche ou Dodoche, en France, contractions de « deux chevaux » ;
- Deux pattes, en France, en références à son moteur bicylindre, ainsi illustrée dans l'album L'Automobile de Claude Serre ;
- Deux pipes[Où ?] ;
- Deux poils, en Belgique ;
- Auto-mbott, « auto-crapaud », au Sénégal, en wolof ;
- Citroneta (es), au Chili, marque locale fabriquant des modèles adaptés à l'Amérique du Sud ;
- Dos caballos, en Espagne, « deux chevaux » ;
- Döschwo, en Suisse alémanique ;
- Deux lapins, en Suisse romande ;
- Due cavalli, en Italie, « deux chevaux » ;
- Eend(je), aux Pays-Bas, « (petit) canard » (cf. Allemagne, Hongrie) ;
- Ente, en Allemagne, « canard », en référence au conte d'Andersen, Le Vilain Petit Canard[29] (cf. Pays-Bas, Hongrie) ;
- Geit, en Belgique flamande, « chèvre » ;
- Kacsa, en Hongrie, « canard » (cf. Allemagne, Pays-Bas) ;
- Pincha-pincha, au Portugal, relativement à la souplesse de la suspension ;
- Rättisitikka, en Finlande, « Citroën de torchon » ;
- Tin Snail, au Royaume-Uni, « escargot en fer-blanc » ;
- 3CV en Argentine et au Paraguay.

## Des carrossiers inspirés
La simplicité de la plate-forme a autorisé bien des carrossiers à s'exprimer et proposer d'autres modèles que ceux sortis des ateliers du Quai de Javel. Dans le milieu des années 1950 Jean Dagonet de Faverolles propose une 2 CV modifiée, à l'allure ramassée et aux performances améliorées.
La Bijou est un petit coupé avec une carrosserie en polyester, dérivée de la 2 CV, développée par Citroën UK, fabriquée à 207 exemplaires à Slough, entre 1959 et 1964.
Sont encore fabriqués aujourd'hui (2012) la Hoffmann 2 CV Cabrio allemande, le roadster hollandais Burton et le roadster britannique Lomax, les fabrications françaises ayant disparu du fait de la réglementation très restrictive. Un tricyclecar dans l'esprit des Morgan à trois roues d'avant guerre est aussi fabriqué par Pembleton sur une base de 2 CV avec un châssis tubulaire et une carrosserie en aluminium riveté.

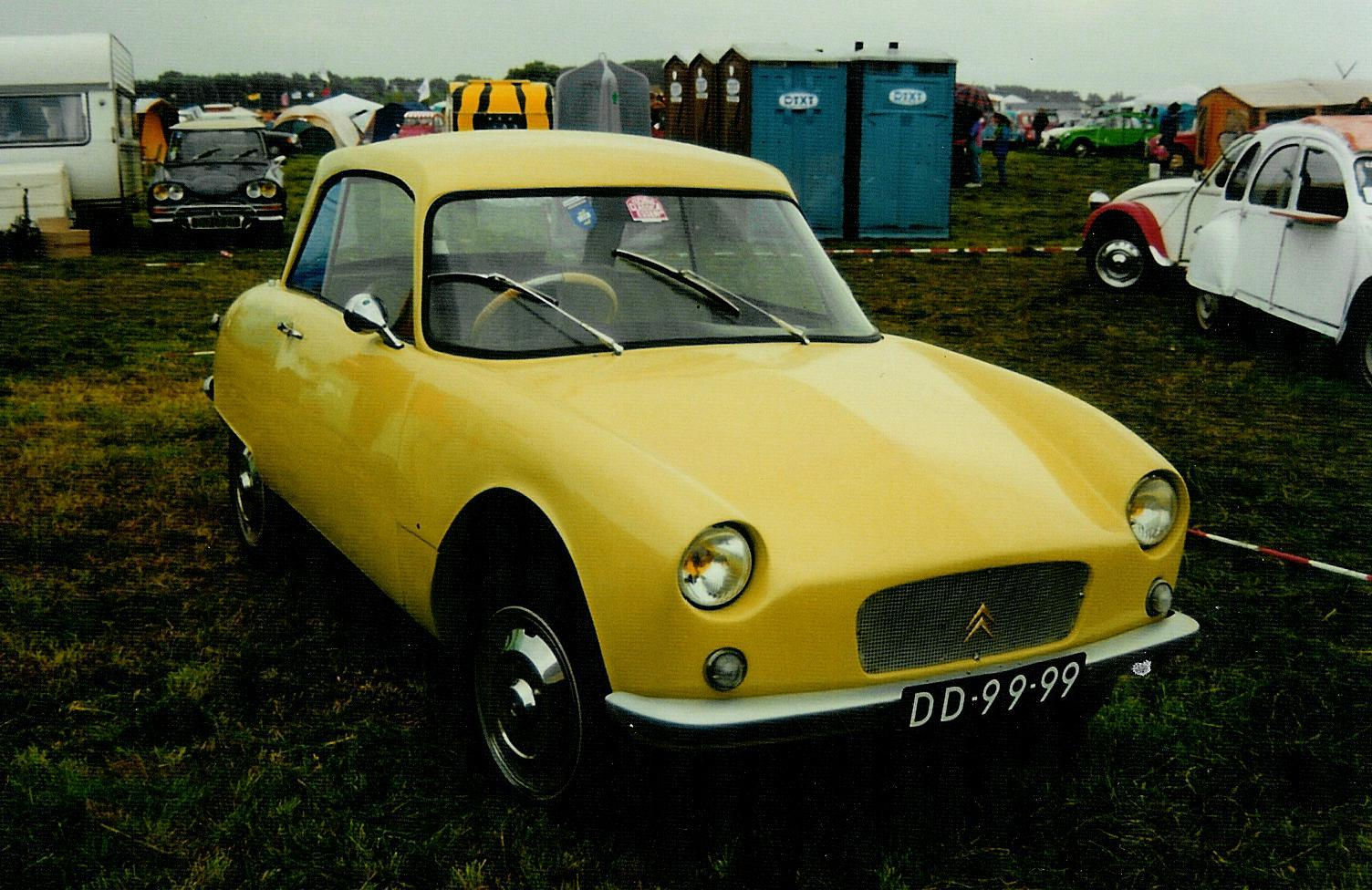
Une Bijou.
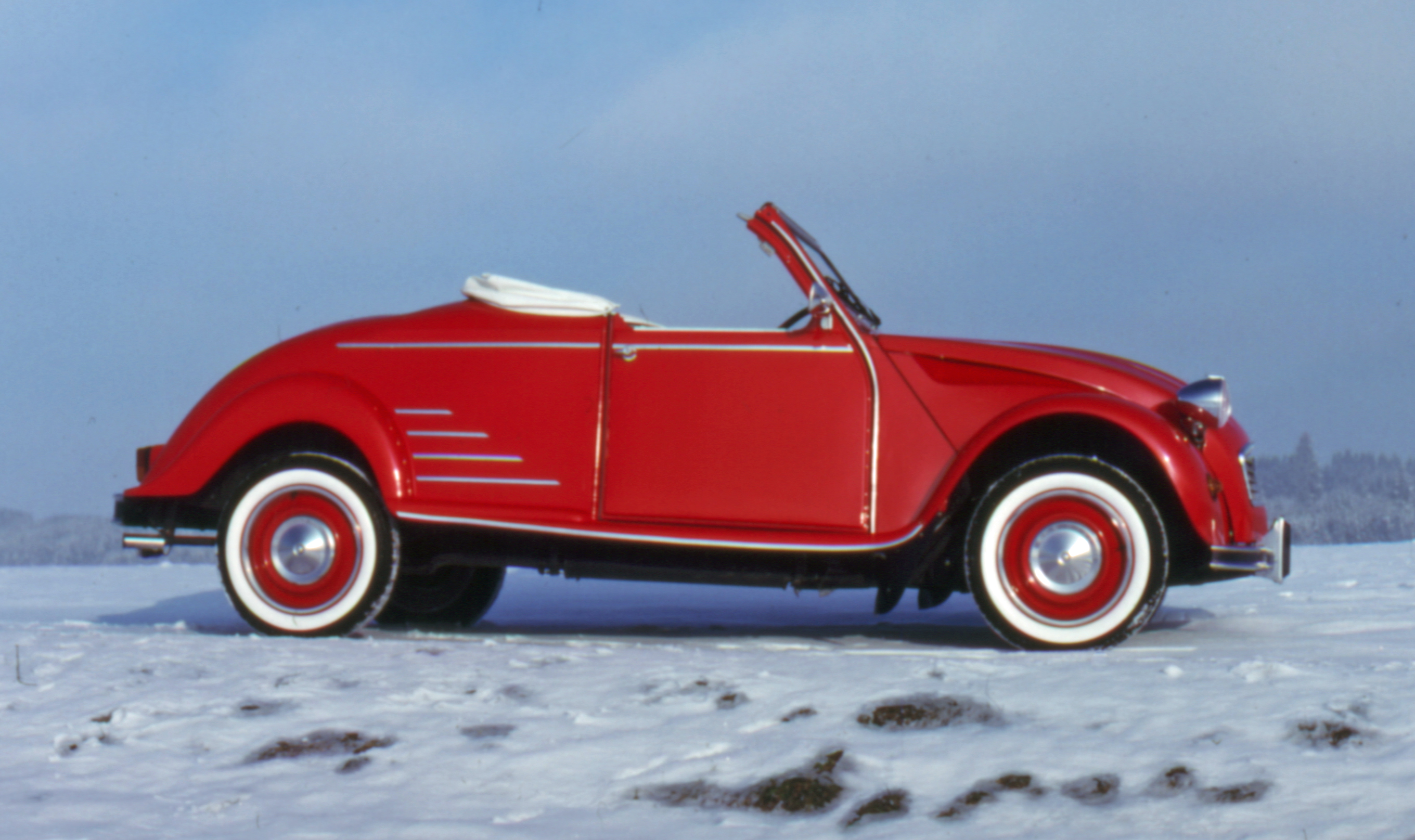
Une 2 CV cabrio Hoffmann.
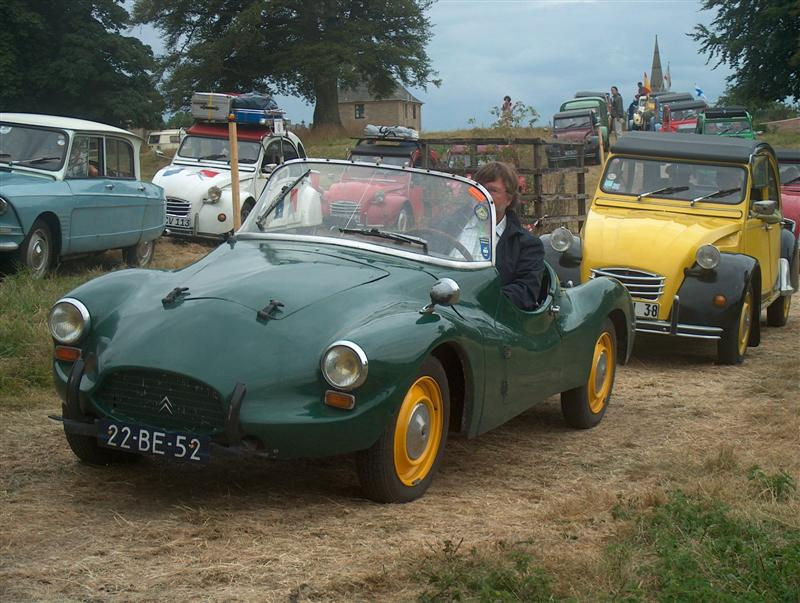
Une 2 CV Radar de 1958.
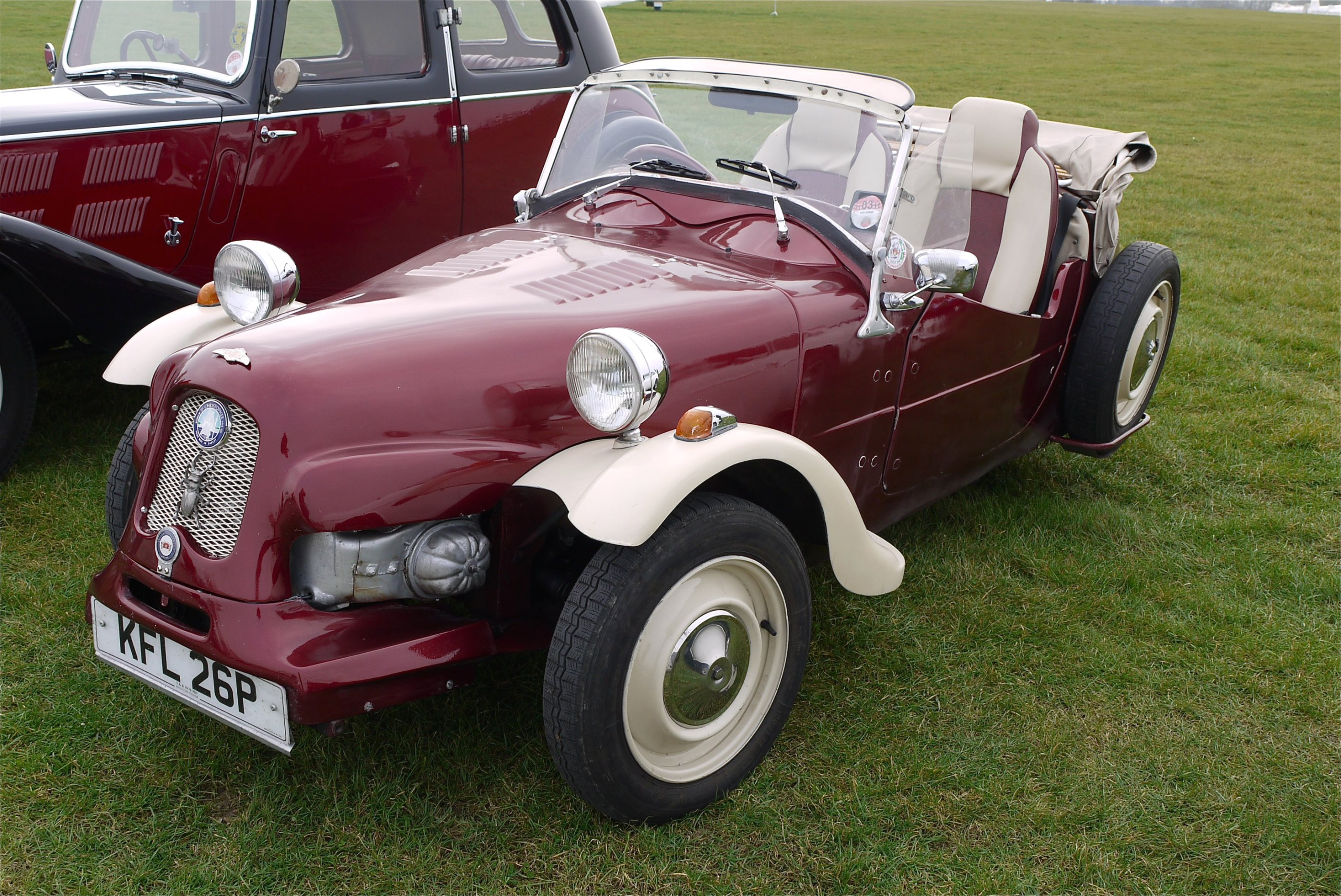
Une 2 CV Lomax (en) à trois roues.

## Étapes clé
Résumé de l'essentiel des plus de 41 ans de la carrière de la 2 CV.
- 1948 : Présentation officielle de la Citroën 2 CV au salon automobile de Paris en octobre. Les clients qui veulent passer commande ne seront livrés, au mieux, que douze mois plus tard, la voiture n'étant pas encore en production. Ils n'ont aucune information sur le moteur, le capot est soudé.
- 1949 : La production de la première série débute à la fin du mois de juin à la cadence (« exceptionnelle ») de quatre voitures par jour ce qui conduit en fin d'année, à imposer à toute commande un délai de livraison de sept ans. Le seul moteur disponible, enfin révélé aux clients et au réseau commercial, est un petit bicylindre de 375 cm3 refroidi par air développant 9 ch SAE, pour une vitesse maximale de 65 km/h. La teinte est obligatoirement gris souris sombre et le capot ressemble à la tôle ondulée. Le toit est une simple toile qui débute après le pare-brise et va jusqu'au pare-chocs arrière.
- 1950 : La version fourgonnette est présentée en octobre, au salon de Paris et offre une charge utile de 250 kg dont le conducteur…, soit 150 kg de marchandises.
- 1954 : Au salon de Paris en octobre, Citroën présente une version un peu plus puissante, un nouveau moteur de 425 cm3 développe 12 chevaux et entraîne la voiture à 70 km/h. La cadence de fabrication atteint le record de 400 voitures par jour. Le modèle 2 CV AL est monté en Belgique dans les usines de Forest. Elle dispose d'une malle arrière, de pare-chocs fins, d'une lunette trapézoïdale, de feux répéteurs de clignotants sur les ailes, des enjoliveurs de roues, de baguettes chromées latérales, etc. une vraie finition. L'année 1954 sera d'ailleurs la meilleure année de production de la type A avec 43 250 exemplaires.
- 1957 : Le compartiment bagages à l'arrière n'est plus accessible par tous, Citroën adopte la fermeture du coffre par un élément en tôle sur le modèle AZLP.
- 1958 : Au mois de mars, Citroën lance la 2 CV Sahara à l'étonnement général. Une 2 CV 4 × 4 avec deux moteurs, le second moteur est placé dans le coffre. Le modèle est facilement reconnaissable avec sa roue de secours fixée sur le capot. Sa production s'arrêta en 1967 après seulement quelques dizaines de modèles vendus.
- 1959 : Au salon de Paris, Citroën offre le choix entre deux teintes, l'ancien gris souris sombre et le nouveau bleu « glacier » réf. AC606.
- 1960 : Pour faire taire les critiques sur la tôle ondulée du capot, Citroën lance en toute fin d'année une version restylisée avec un capot ne comportant que cinq nervures, une calandre plus petite en alu emboutie et le choix entre deux teintes supplémentaires : vert embruns (Réf. AC 511) et jaune Panama (Réf. AC 307).
- 1961 : Au salon de Paris, Citroën annonce une augmentation de puissance du moteur 425 cm3 passant de 12 à 13,5 ch. La fabrication du moteur 375 cm3 de 9 ch SAE est arrêtée.
- 1962 : Citroën équipe la 2 CV d'une mini planche de bord en lieu et place du cadran unique du compteur.
- 1963 : Citroën apporte de nombreuses améliorations à la 2 CV : moteur, boîte de vitesses, carburation, freinage et embrayage, pare-chocs, support des phares, etc. Le modèles est baptisé « 2 CV AZAM », « AM » pour « Améliorée ».
- 1965 : Certains détails de la 2 CV sont revus comme la calandre qui comporte désormais trois lames horizontales. Le modèle AZL est renommé « AZA », de nouveaux coloris sont proposés : bleu Brouillard et gris Etna. Une troisième vitre latérale de custode fait son apparition sur les modèles produits en France : cette disposition améliorant grandement la visibilité de 3/4 arrière existait depuis 1957 sur les versions belges[30].
- 1967 : La 2 CV AZAM est rebaptisée Export.
- 1970 : Le modèle AZL est remplacé par la 2 CV 4 équipée du moteur de 435 cm3 et la 2 CV 6 (602 cm3) équipée du moteur de L'Ami 6 et marque un gros progrès en matière de sécurité avec le montage en série des ceintures de sécurité à l'avant, comme l'impose la loi.
- 1974 : Nouvelle calandre avec les petits chevrons. La capote s’ouvre désormais par l’intérieur et les phares deviennent rectangulaires.
- 1975 : Au salon de Paris, Citroën lance la 2 CV Spécial qui représente la version  bas de gamme avec le retour des phares ronds et le moteur de 435 cm3 mais sans les vitres de custode et une seule teinte de carrosserie.
- 1978 : Simplification dans la motorisation, seul le moteur de 602 cm3 développant 29 ch DIN est disponible. La production des fourgonnettes AK et AKS qui avaient succédé aux AU et AZU en 1963, est arrêtée. Le modèle est remplacé par l'Acadiane qui connaîtra un succès très relatif jusqu'à son arrêt de production en 1987.
- 1980 : Au salon de Paris, Citroën lance la série spéciale limitée 2 CV 6 Charleston dont huit mille exemplaires sont mis sur le marché. Elle se caractérise par sa peinture bicolore rouge delage et noir.
- 1981 : la 2 CV dispose maintenant de freins avants à disques et d'un carburateur double corps
- 1983 : Lancement de la série spéciale limitée « France 3 » à deux mille exemplaires. Cette série spéciale sera reconduite en 1984 avec deux mille exemplaires supplémentaires. À la suite du cuisant échec commercial de la Charleston jaune hélios et noir, Citroën modifie les coloris : gris Cormoran et gris nocturne.
- 1984 : lancement de la série limitée Dolly. Il y en aura une série annuelle différente jusqu'en 1986.
- 1986 : Lancement de la série limitée Cocorico à 1000 exemplaires.
- 1988 : Le 29 février, arrêt définitif de la production en France. Aucune nouvelle version ne pouvant être homologuée en raison de son comportement catastrophique aux crash-tests de l'époque. Seule l'usine portugaise de Mangualde poursuit la fabrication en petite série.
- 1990 : Le 27 juillet à 16 h 30, la dernière 2 CV (une Charleston gris cormoran - gris nocturne) sort de l'usine portugaise de Mangualde et signe la fin de la 2 CV, plus de 41 ans après sa mise en production.

## Production

### Données sur la production

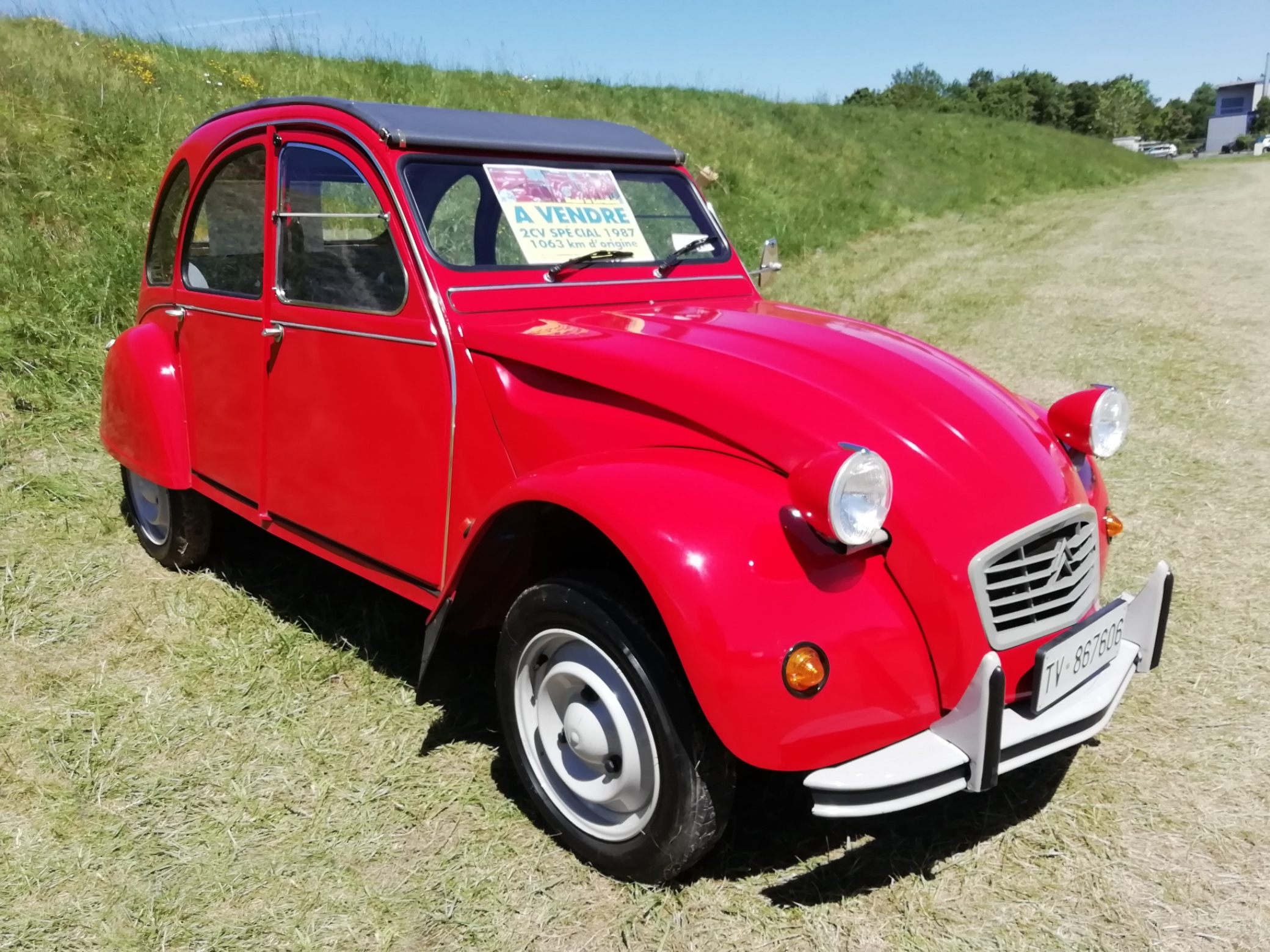
Une 2 CV 6 spécial de 1987.

Source.
| Gamme de modèles | Code officiel       | Dates de production | Description du modèle                     | Cylindrée (cm3) |
| ---------------- | ------------------- | ------------------- | ----------------------------------------- | --------------- |
| 2 CV             | A                   | 07/49 - 07/59       | 2 CV                                      | 375             |
| 2 CV             | AZ                  | 10/54 - 10/55       | 2 CV                                      | 425             |
| 2 CV             | AZ                  | 10/55 - 10/58       | 2 CV                                      | 425             |
| 2 CV             | AZ                  | 10/58 - 10/61       | 2 CV                                      | 425             |
| 2 CV             | AZ                  | 10/61 - 04/62       | 2 CV                                      | 425             |
| 2 CV             | AZ                  | 04/62 - 02/63       | 2 CV                                      | 425             |
| 2 CV             | AZ (séries A et AM) | 03/63 - 12/63       | 2 CV AZL & AZAM                           | 425             |
| 2 CV             | AZ (séries A et AM) | 12/63 - 02/70       | 2 CV AZL & AZAM                           | 425             |
| 2 CV             | AZ (séries A 2)     | 02/70 - 09/75       | 2 CV 4                                    | 435             |
| 2 CV             | AZ (série KB)       | 09/75 - 09/78       | 2 CV 4                                    | 435             |
| 2 CV             | AZ (série KB)       | 09/78 - 07/79       | 2 CV Spécial                              | 435             |
| 2 CV             | AZ (série KA)       | 02/70 - 09/75       | 2 CV 6                                    | 602             |
| 2 CV             | AZ (série KA)       | 09/75 - 09/78       | 2 CV 6                                    | 602             |
| 2 CV             | AZ (série KA)       | 09/78 - 07/79       | 2 CV 6                                    | 602             |
| 2 CV             | AZ (série KA)       | 07/79 - 07/81       | 2 CV 6 Spécial, Club                      | 602             |
| 2 CV             | AZ (série KA)       | 07/81 - 07/90       | 2 CV Spécial, Club, Spécial E, Charleston | 602             |

| Gamme de modèles | Code officiel | Dates de production | Description du modèle | Cylindrée (cm3) |
| ---------------- | ------------- | ------------------- | --------------------- | --------------- |
| 2 CV 4x4         | AW            | 03/58 - 03/63       | 2 CV 4 x 4 Sahara     | 2 X 425         |
| 2 CV 4x4         | AW/AT         | 03/63 - 07/66       | 2 CV 4 x 4 Sahara     | 2 X 425         |

| Gamme de modèles  | Code officiel         | Dates de production | Description du modèle | Cylindrée (cm3) |
| ----------------- | --------------------- | ------------------- | --------------------- | --------------- |
| 2 CV Fourgonnette | AU                    | 03/51 - 10/54       | 2 CV - AU             | 375             |
|                   | AZU                   | 10/54 - 12/55       | 2 CV - AZU            | 425             |
|                   | AZU                   | 12/55 - 10/58       | 2 CV - AZU            | 425             |
|                   | AZU                   | 10/58 - 11/61       | 2 CV - AZU            | 425             |
|                   | AZU                   | 11/61 - 02/62       | 2 CV - AZU            | 425             |
|                   | AZU                   | 02/62 - 03/63       | 2 CV - AZU            | 425             |
|                   | AZU (série A)         | 03/63 - 08/67       | 2 CV - AZU (séries A) | 425             |
|                   | AZU (série A)         | 08/67 - 08/72       | 2 CV - AZU (séries A) | 425             |
|                   | AZ (série B)          | 08/72 - 09/75       | Citroën 250           | 435             |
|                   | AK série AP (AZU)     | 09/75 - 02/78       | Citroën 250           | 435             |
| 3 CV Fourgonnette | AK                    | 04/63 - 05/68       | AK 350                | 602             |
|                   | AK (série B)          | 05/68 - 08/70       | AK 350                | 602             |
|                   | AK (série AK)         | 08/70 - 09/75       | AK 400                | 602             |
|                   | AK (série AK)         | 09/75 - 02/78       | AK 400                | 602             |
|                   | AY (série CD)         | 02/78 - 09/80       | Acadiane              | 602             |
|                   | AY (série CD)         | 09/80 - 07/87       | Acadiane              | 602             |
|                   | AY (série CD modifie) | 09/80 - 07/87       | Acadiane G.P.L        | 602             |

## Musées

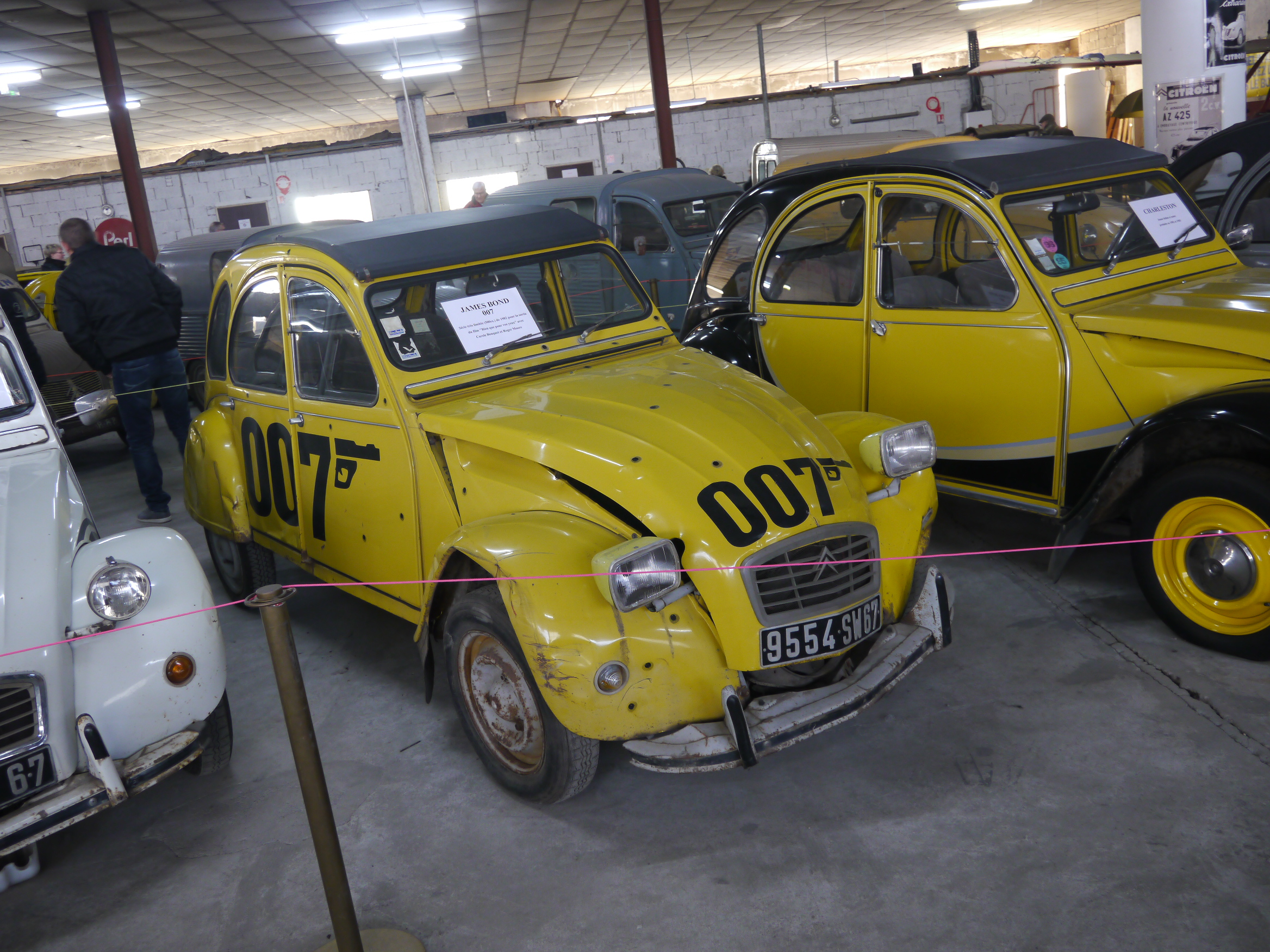
Musée de la 2 CV.

- Musée de la 2 CV, à Troisfontaines, en Lorraine : musée associatif fondé en 1998, consacré à la Citroën 2 CV et ses dérivés. Le musée présente 80 véhicules représentatifs ou d'exception[32].

## Dans la culture populaire

### Théâtre

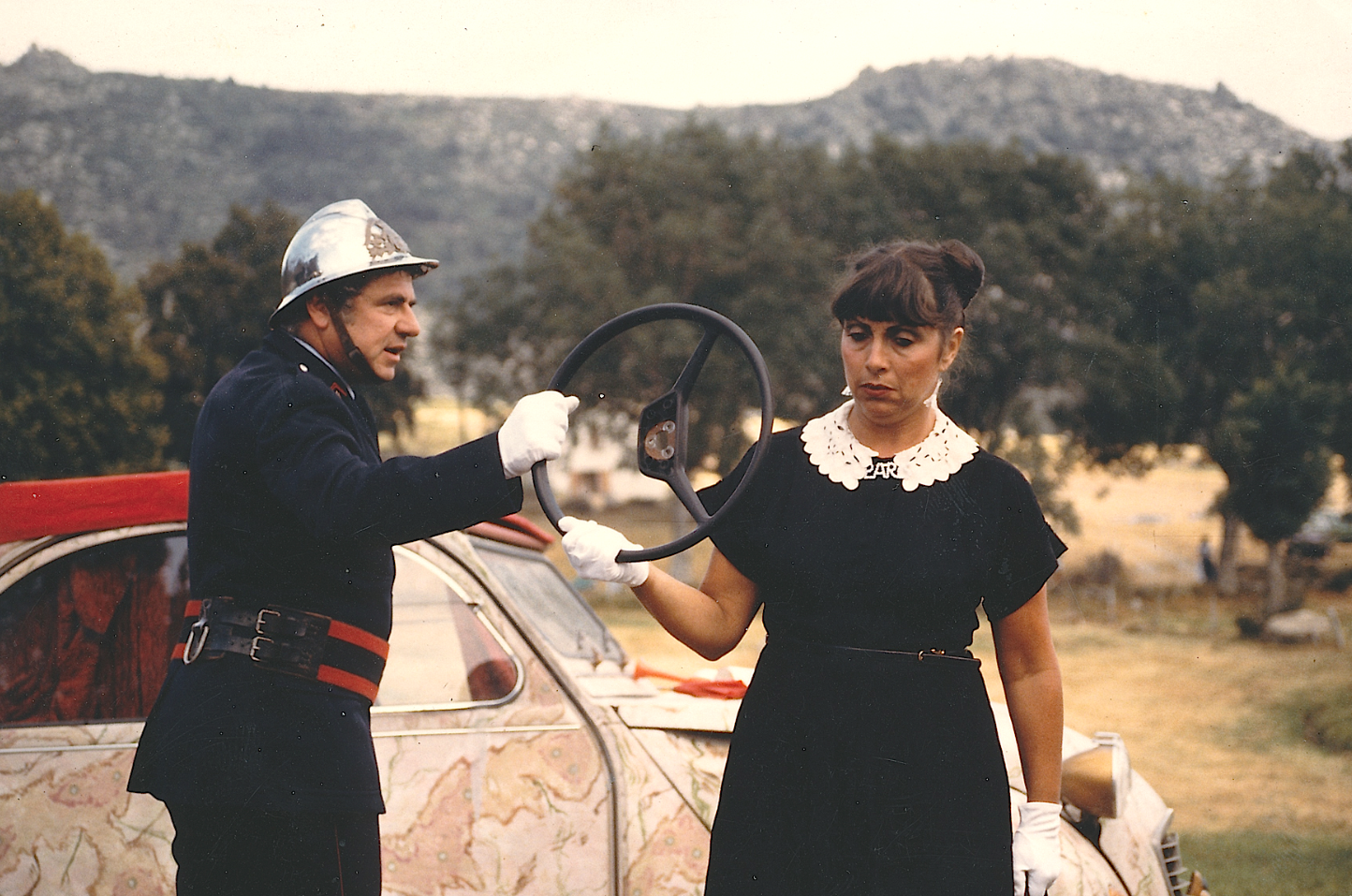
« La 2 CV Théâtre », spectacle du Théâtre de l'unité.

« La 2 CV Théâtre » est un spectacle joué plus de quatre cents fois pendant vingt ans, en Europe, en Corée, aux États-Unis, par la troupe de Jacques Livchine, le Théâtre de l'unité. Des scènes de ménages se déroulent dans une 2 CV, interprétées par deux acteurs, à l'avant, et deux spectateurs, encadrés par deux Gardes républicains, montent à l’arrière.

### Cinéma
Faisant partie du décor dans les années 1950 et 60, la 2 CV est très présente dans le champ des caméras. Cependant, certaines apparitions sont remarquables, et la voiture n'est alors plus tout à fait un simple accessoire au service de l'histoire :
- 1952 : Les Diaboliques (Henri-Georges Clouzot) : Nicole Horner (Simone Signoret) et Christina Delasalle (Véra Clouzot) transportent le cadavre de Michel Delasalle (Paul Meurisse) dans une 2 CV fourgonnette de 1952 (tout premier modèle) ;
- 1958 : Les Amants (Louis Malle) : Bernard Dubois-Lambert (Jean-Marc Bory) ramène Jeanne Tournier (Jeanne Moreau) chez elle en 2 CV ;
- 1958 : Madame et son auto (Robert Vernay) : Sophie Dirondel (Sophie Desmarets) gagne une 2 CV à la loterie et est convoitée par un gang ;
- 1961 : Dans l'eau... qui fait des bulles ! (ou Le Garde-champêtre mène l'enquête) (Maurice Delbez) : Paul Ernzer (Louis de Funès), qui découvre le cadavre de Jean-Louis Preminger, utilise sa 2 CV fourgonnette de 1952 ;
- 1961 : Le Tracassin ou Les Plaisirs de la ville (Alex Joffé) : la 2 CV d'André (Bourvil) est au centre du film et de tous les soucis quotidiens du héros ;
- 1964 : Les Félins (René Clément) : Melinda (Jane Fonda) possède une 2 CV qui parcourt tout le film ;
- 1964 : Le Gendarme de Saint-Tropez (Jean Girault) : La célèbre cascade de Sœur Clotilde (France Rumilly) doublée par Rémy Julienne. Cascade qui deviendra récurrente et appréciée dans toute la série Le Gendarme (série de films)[34] ;

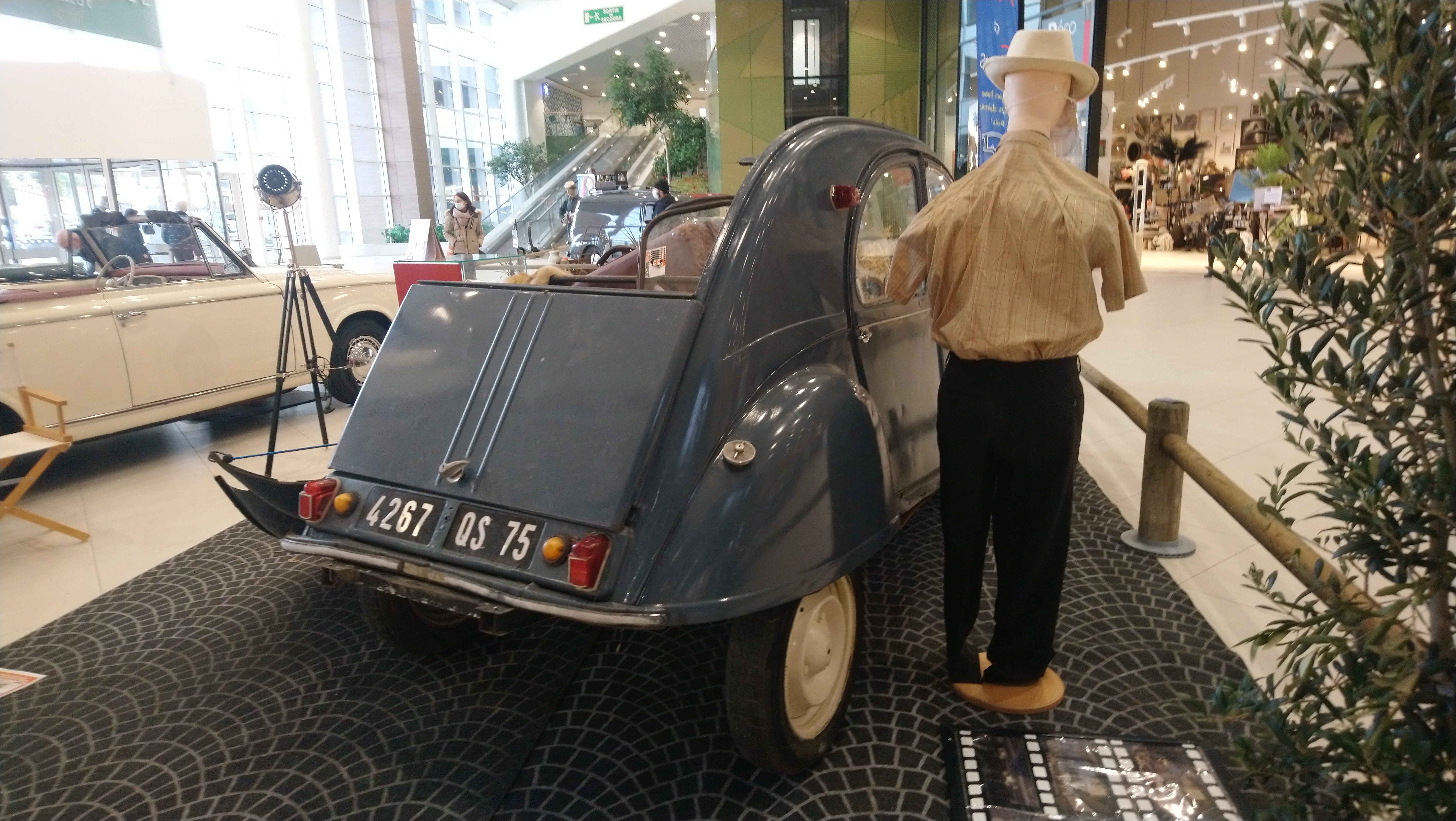
La 2 CV du film Le Corniaud (1964).

- 1964 : Le Corniaud (Gérard Oury) : Léopold Saroyan (Louis de Funès), avec sa Rolls Royce, tamponne et disloque la 2 CV d'Antoine Maréchal (Bourvil) qui s'exclame « Qu'est ce qu'y a, qu'est ce qu'y a… Oh ben, elle va marcher beaucoup moins bien ! Forcément… » ;
- 1964 : Des pissenlits par la racine (Georges Lautner) : Jérôme Martinet (Michel Serrault) et « Jockey-Jack » (Louis de Funès) transportent la caisse de contrebasse contenant le cadavre de « Pommes-Chips » (Gianni Musy) en 2 CV ;
- 1965 : La Vieille dame indigne (René Allio) : une vieille dame, interprétée par Sylvie, vend tous ses biens pour s'acheter une 2 CV et partir à l'aventure, rompant ainsi avec son passé ;
- 1966 : Ne nous fâchons pas (Georges Lautner) : les britanniques hommes de main du colonel McLean (Tommy Duggan) poursuivent en 2 CV le Type H d'Antoine Beretto (Lino Ventura) et Léonard Michalon (Jean Lefebvre) ; la 2 CV finit sur le pilier central d'un viaduc qui s'effondre ; la scène est tournée quelques jours avant la destruction programmée du pilier et le budget du film ne permettant pas d'aller la rechercher, la 2 CV fait le grand plongeon lors du dynamitage du pilier ;
- 1967 : Sor Citroën (Pedro Lazaga) : Sœur Tomasa (Gracita Morales) apprend à conduire avec une 2 CV ;
- 1967 : Alexandre le bienheureux (Yves Robert) : « la Grande » (Françoise Brion), conduit une 2 CV Export de 1967 ;
- 1969 : Le Diable par la queue (Philippe de Broca) : Charly (Xavier Gélin) convoie les touristes abusés au château des Coustines en 2 CV ;
- 1970 : L'Ours et la poupée (Michel Deville) : la rolls de Felicia (Brigitte Bardot) et la 2 CV de Gaspard (Jean-Pierre Cassel) entrent en collision, et la plus résistante des deux n'est pas celle que l'on pourrait croire ;
- 1972 : Le Grand Blond avec une chaussure noire (Yves Robert) : François Pignon (Pierre Richard) et Maurice Lefebvre (Jean Carmet) sont dépassés par une 2 CV lors de leur escapade à vélo dans Paris ;
- 1972 : Quelques messieurs trop tranquilles (Georges Lautner) : Julien Michalon (Jean Lefebvre) possède une 2 CV fourgonnette pour son épicerie ;
- 1973 : Les Valseuses (Bertrand Blier) : Pierrot (Patrick Dewaere) et Jean-Claude (Gérard Depardieu) volent une 2 CV dans un champ, qui ne démarre pas tout de suite et se trouve menacée par la moissonneuse du paysan hors de lui ;
- 1973 : American Graffiti (George Lucas) : Curt Henderson (Richard Dreyfuss) roule en 2 CV alors que ses copains roulent tous en américaines ;
- 1974 : Cocorico Monsieur Poulet (Jean Rouch) : Lam (Lam Ibrahim Dia) et Tallou (Tallou Mouzourane) veulent faire des affaires avec une 2 CV fourgonnette déglinguée, un road movie au Niger ;
- 1974 : L'Horloger de Saint-Paul (Bertrand Tavernier) : Michel Descombes (Philippe Noiret) est le propriétaire de la 2 CV fourgonnette retrouvée par la police ;
- 1979 : Apocalypse Now (Francis Ford Coppola) : une 2 CV passe sur un ponton qui est bombardé ;
- 1979 : Le Château de Cagliostro (Hayao Miyazaki) : Clarisse conduit une 2 CV rouge, pendant sa course poursuite au début du film ;
- 1980 : Inspecteur la Bavure (Claude Zidi) : Michel Clément (Coluche) et ses copains enlèvent la mère du bandit Roger Morzini (Gérard Depardieu) et la mettent dans le coffre de leur 2 CV ;
- 1981 : La Soupe aux choux (Jean Giraud) : Catherine Lamouette (Gaëlle Legrand) prend « la Francine » (Christine Dejoux) en autostop dans sa 2 CV ;

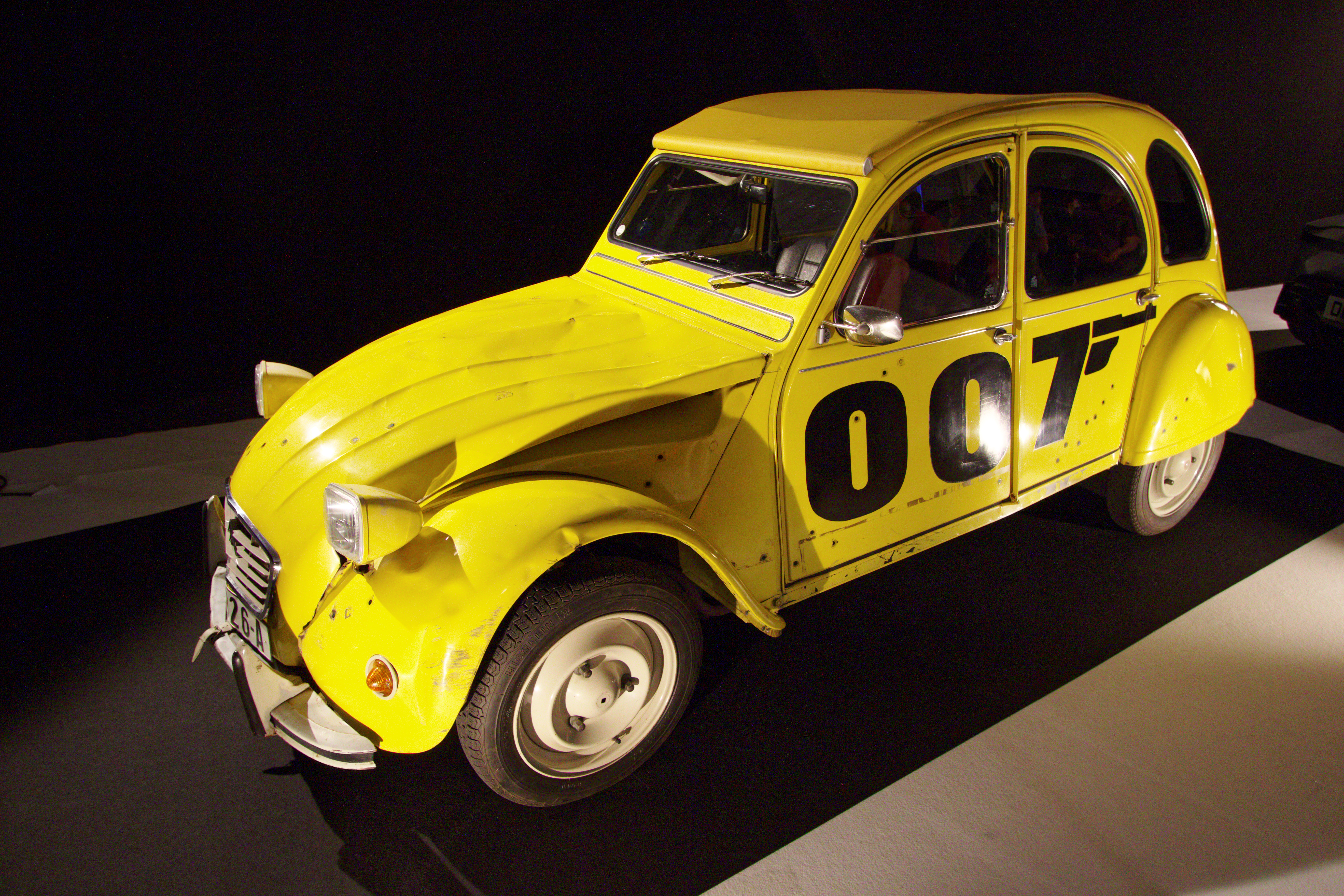
Citroën 2 CV 1981 « James Bond » (Rien que pour vos yeux).

- 1981 : Rien que pour vos yeux (John Glen) : James Bond (Roger Moore) et Melina Havelock (Carole Bouquet) tentent d'échapper à leurs poursuivants en 2 CV ; la série limitée 2 CV 007 est issue de ce film ;
- 1982 : Mon curé chez les nudistes (Robert Thomas) : le curé Daniel (Paul Préboist) conduit une 2 CV de la fin des années 1950 ;
- 1982 : Le Gendarme et les Gendarmettes : Cette cascade récurrente de Sœur Clotilde (France Rumilly) dans tous les films de la série Le Gendarme (série de films) sera adaptée en 2010 dans une publicité Citroën en faveur de la « prime à la casse »[35] ;
- 1984 : Joyeuses Pâques (Georges Lautner) : Stéphane Margelle (Jean-Paul Belmondo) percute, avec sa Fiat Uno, une 2 CV verte qui finit à cheval sur un rail de sécurité ;
- 1985 : Scout toujours... (Gérard Jugnot) : utilisation d'une 2 CV camionnette ;
- 1987 : Full Metal Jacket (Stanley Kubrick) : une 2 CV grise tourne en rond, en arrière-plan, continuellement (40″) ;
- 1988 : Good Morning, Vietnam (Barry Levinson) : une 2 CV rouge, sans vitre de custode ;
- 1992 : Proposition indécente (Adrian Lyne) : Diana Murphy (Demi Moore) roule en 2 CV ;
- 1992 : Les Visiteurs (Jean-Marie Poiré) : le cuisinier du Courtepaille (Thierry Liagre ), jeté en l'air par Godefroy de Montmirail (Jean Reno), atterrit sur une 2 CV verte ;
- 1995 : La Cérémonie (Claude Chabrol ) : Jeanne (Isabelle Huppert), la postière, possède une 2 CV poussive qui tombe fatidiquement en panne la nuit du massacre de la famille Lelièvre, faute pour sa propriétaire, pleine de rancœurs, d'avoir écouté le conseil d'un des deux enfants assassinés, Melinda ;
- 1998 : Armageddon (Michael Bay) : des jeunes chahutent dans une 2 CV à Paris ;
- à partir de 1998 : Louis la Brocante (Jacques Rouzet et Pierre Sisser) : Marthe-Jeanne Bédus (Nadia Barentin), la mère supérieure, a une 2 CV ;
- 1998 : Taxi (Gérard Pirès) : une 2 CV bleue se fait accrocher par le taxi, la Peugeot 406 blanche, et a son train avant sérieusement amoché ;
- 2000 : Destination finale (James Wong) : à la fin du film, une 2 CV est garée en face de la terrasse où sont assis les protagonistes qui viennent de se retrouver à Paris ;
- 2001 : Vers la révolution en 2 CV (Maurizio Sciarra) : en 1974, Marco (Adriano Giannini), Victor (Andoni Gracia) et Claire (Gwenaëlle Simon) quittent Paris à bord d'une 2 CV, destination Lisbonne qui vient d'être libérée de la dictature ;
- 2001 : Antitrust : Alice Poulson (Claire Forlani) conduit une 2 CV Charleston ;
- 2001 : Spy Game (Tony Scott): Elizabeth Hadley (Catherine McCormack) conduit une 2 CV bleue dans les rues de Beyrouth ;
- 2002 : Returner : mamie Honda apporte, en 2 CV Charleston, l'armement à Miyamoto ;
- 2002 : Kamchatka (Marcelo Piñeyro) : après l'installation de la dictature militaire en 1976, une famille fuit Buenos Aires dans une 2 CV pour se cacher à la campagne avec leurs deux fils de six et dix ans ;
- 2003 : Les Triplettes de Belleville (Sylvain Chomet) : les méchants gangsters ont des 2 CV au capot immense ;
- 2003 : Michel Vaillant (Louis-Pascal Couvelaire) : Michel Vaillant (Sagamore Stévenin) double une 2 CV sur l'autoroute, au volant d'une Vaillante ;
- 2004 : Final Cut (Omar Naim) : une 2 CV blanche apparaît en arrière-plan lors d'un flashback d'Alan Hackman (Robin Williams) ;
- 2006 : Cars 2 (Pixar) : une 2 CV embrasse une DS sur le pont des Arts ;
- 2007 : Ratatouille (Pixar) : les rues de Paris sont parsemées de 2 CV ;
- 2013 : Boule et Bill (Alexandre Charlot et Franck Magnier) : la famille de Boule possède une 2 CV rouge, tout comme dans les albums de la BD ;
- 2013 : Red 2 (Dean Parisot) : Marvin Boggs (John Malkovich), en 2 CV, est poursuivi par une Porsche 911 Carrera GTS et une moto, dans les rues de Paris ;
- 2015 : Connasse, princesse des cœurs (Noémie Saglio) : dans les premières minutes du film, Camilla (la « Connasse », Camille Cottin) est guide touristique à Paris à bord d'une 2 CV 6 Dolly (blanche et rouge)  ;
- 2015 : El rey del Once (Daniel Burman) :  Ariel (Alan Sabbagh) conduit une vieille 2 CV blanc et jaune dans les rues de Buenos Aires ;
- 2016 : Ni Juge, ni soumise  (Jean Libon, Yves Hinant) : Anne Gruwez roule en 2 CV dans les rues de Bruxelles ;
- 2019 : Les plus belles années d'une vie : film de Claude Lelouch, Jean-Louis Trintignant et Anouk Aimée se baladent en 2 CV.
- 2023 : L'Établi (Mathis Gokalp): l'adaptation du livre autobiographique de Robert Linhart dépeint la vie ouvrière de la fin des années 60 au sein des usines Citroën de la Porte de Choisy, où étaient produites des 2 CV.

### Télévision
- En 1968, la 2 CV apparaît dans l'épisode 9 de la saison 4 de Max la Menace, comme la voiture de mariage des personnages principaux.
- Elle est utilisée dans une épreuve de l'émission de TF1 Vendredi tout est permis où le principe est de faire rentrer le plus de personnes à l'intérieur.
- Une 2 CV année 1958 est choisie pour faire l'épisode 4 de la saison 11 de Wheeler Dealers France[36].
- Une 2 CV des années 1970 est utilisée dans le deuxième épisode du docu-réalité La Famille à remonter le temps diffusé sur M6 en juillet 2017.
- Une 2 CV 6 Spécial de couleur vert bambou (modèle 1987) apparaît dans un épisode de l'émission automobile britannique Top Gear, lorsque le présentateur Richard Hammond fait un test de résistance face au vent provoqué par le moteur d'un avion en marche, elle fera des tonneaux à cause de la force extrême générée par ce dernier.
- Lors de la seconde saison de son émission Comedians in Cars Getting Coffee, diffusée sur le web en 2013 puis sur Netflix, l'humoriste américain Jerry Seinfeld, grand amateur et collectionneur de voitures, invite Gad Elmaleh et le promène dans une 2 CV modèle 1950.

### Clips musicaux
- Cake, I will survive.
- A-ha, Cry wolf, album Scoundrel Days, 1986.
- Duran Duran, Breath After Breath.
- Serge Gainsbourg, La Gadoue, interprété par Jane Birkin et les Négresses vertes.
- Francis Cabrel, Je t'aimais, je t'aime et je t'aimerai.
- The Cranberries, Just my imagination.
- Juli, Perfekte Welle.
- Wazoo, Tourner la manivelle.
- Pierre Bachelet, Vingt ans.
- Armin van Buuren feat. Fiora, Waiting For The Night.
- Miraculous : Les Aventures de Ladybug et Chat Noir, clip officiel, interprété par Lou Jean et Lennikim.

### Jeux vidéo
La 2 CV est jouable ou apparaît dans :
- Colin McRae Rally 04 : 2 CV Sahara ;
- Enthusia Professional Racing (en) : 2 CV Charleston ;
- Gran Turismo 4, 5 et 6 ;
- Need for Speed II (via un code triche) ;
- rFactor ;
- Test Drive Unlimited 2 (2 CV AZAM Export à débloquer en trouvant ses dix parties) ;
- Tomb Raider 3 (Le Dernier artefact) : 2 CV Charleston rouge passe dans une rue, niveau 5, It's a madhouse ;
- Vampire : une 2 CV jaune qui tombe en panne ;
- Forza Motorsport 7 ;
- Forza Horizon 4 : la voiture est disponible avec le DLC James Bond. Elle apparaît comme dans le film Rien que pour vos yeux ;
- Professeur Layton : dans la série, la Laytonmobile du professeur s'apparente à une 2 CV rouge.
- "Dakar Desert Rally" : deux 2 CV "Bi-bip" sont déblocables et jouables

### Jeux de société
- Balade 2 CV, édité par Flattwin Edition en 2019. La sortie officielle fut prévue lors du Rassemblement national des Amis de la 2 CV qui a eu lieu à Saint-Amand-Montrond, sur flattwinedition.fr

### Bandes dessinées et illustrations
- Mam'Goudig conduit une 2 CV orange immatriculée 226MG29 tandis qu'on aperçoit Mam Goz au volant d'une Méhari blanche.
- À plusieurs reprises dans la bande dessinée Le Scrameustache (épisodes 1, 6, 7 et 15).
- La voiture de la famille de Boule et Bill est tantôt une 2 CV rouge, tantôt une Dyane rouge.
- Les Dupond et Dupont amis de Tintin roulent en 2 CV Vert Embrun (essentiellement dans L'Affaire Tournesol et Les Bijoux de la Castafiore).
- Simon Ovronnaz, dans l'album Dutch Connection (Largo Winch no 6), à bord d'une 2 CV verte, sème des poursuivants en franchissant un pont-levant en marche.
- Dans Le gorille a bonne mine, Spirou et Fantasio font un safari-photo de gorilles en 2 CV fourgonnette.
- Un conducteur a sa 2 CV de couleur bordeaux verbalisée dans l'album du Marsupilami, Rififi en Palombie.
- Une 2 CV jaune canari crève dans l'album de Spirou et Fantasio, Du cidre pour les étoiles.
- La voiture centrale de la série de bandes dessinées Les Damnés de la route est une 2 CV beige de 1954.
- Sempé met à l'épreuve la suspension de la 2 CV dans Rien n'est simple.
- L'illustrateur japonais Kojiro Imamura a produit les calendriers officiels de la concession Citroën au Japon ; il est l'auteur d'un livre 1,2,3,4 destiné aux enfants pour apprendre à compter et représentant exclusivement des 2 CV.
- Dans la série Kötü Kedi Şerafettin du dessinateur turc Bülent Üstün, le personnage Tonguç conduit une 2 CV orange.
- Olivier Marin et Callixte, 2 CV pour une égérie, Les enquêtes auto de Margot, t. 3, éd. Paquet, coll. « Calandre », 2011  (ISBN 978-2-8889-0406-9).
- Franck Coste (dir.), La 2 CV, reine de l'automobile !, illustrations de Frank Margerin, Marcel Uderzo, Michel Espinosa, Frémor, Nico, Alain Julié, Jean Barbaud, Thierry Dubois, coll. « Vieux Tacots », 2011  (ISBN 978-2-9167-9540-9).
- Thierry Dubois et Jean-Luc Delvaux, Une 2 CV pour Luciano, une aventure de Jacques Gipar, t. 3, éd. Paquet, coll. « Calandre », 2012  (ISBN 978-2-8889-0407-6).
- Hervé Richez et Achdé, Les damnés de la route : On achève bien les 2 chevaux !, Bamboo Éditions, collection de huit tomes de 2012 à 2014, divers auteurs.

### Littérature
- Dans Petites mythologies du bonheur français (2020) de Gaël Brulé, la 2 CV est un symbole des tendances libertaires françaises.
- Dans la série des Langelot, le jeune héros (agent no 222 du SNIF) a une 2 CV comme voiture de service dans de nombreux volumes de la série.
- Dans Les Champs d'honneur, roman autobiographique de Jean Rouaud, la 2 CV du grand-père occupe une place importante dans la narration et fait l'objet d'une description mémorable : « La 2 CV est une boîte crânienne de type primate… », p. 34, éd. de Minuit, 1990.
- Dans Colomb de la lune (1962) de René Barjavel, le personnage de Suzanne possède une 2 CV avec laquelle elle sillonne les petites routes de France.

### Philatélie
Il existe au moins dix-neuf timbres sur lesquels figure une 2 CV : 
- Algérie, 15 mars 1958 ;
- Belgique, 29 août 2009 ;
- Dahomey, timbre taxe de 1967 ;
- France, 15 mars 1958 ;
- France, 25 mars 2002 ;
- France, 27 septembre 2021 ;
- Gabon, 9 mai 1978 ;
- Ghana, 18 juin 2001 ;
- Grèce, 4 novembre 2005 ;
- Luxembourg, 22 mai 2001 ;
- Niger, poste aérienne de 1972 ;
- Les Tuvalu, 1985 ;
- Îles Vierges, 8 juin 1996.

Ainsi que deux entiers postaux :
- Luxembourg, entier postal, 19 juillet 2003 ;
- Slovénie, entier postal, 1998.

Ainsi que des cachets illustrés :
- France, Chartres, 2 juillet 1984 ;
- France, Montceau-les-Mines, 10 février 2001 ;
- France, Paris, 25 mars 2002 ;
- France, Verfeil, 23 octobre 2004 ;
- Allemagne, Schwalbach-Saar 11 avril 2003.